# Epica (gruppo musicale)
Gli Epica sono un gruppo musicale symphonic metal olandese fondato a Reuver (frazione di Beesel) nel 2002 da Mark Jansen, ex chitarrista degli After Forever. Il loro nome deriva dall'omonimo disco del 2003 dei Kamelot.
Nati come gruppo symphonic metal con forti tendenze gothic, gli Epica le hanno in seguito ridotte per sviluppare maggiormente una molteplicità di influenze, alcune delle quali ravvisabili in forma embrionale fin dagli esordi. In particolare è a partire dal terzo album, The Divine Conspiracy, che sono divenute evidenti, in vari brani, attitudini death e progressive. Inoltre nella musica del gruppo sono spesso presenti riff di stile thrash e parti strumentali power, mentre più rari sono i momenti di ispirazione melodic black. Alcuni brani presentano anche riff groove, discreti effetti elettronici e melodie folk derivate dalla tradizione araba o, più raramente, indiana, celtica o cinese. In alcuni brani del loro nono album, Aspiral, hanno sfruttato anche influenze industrial, djent e deathcore/metalcore. Per quanto riguarda invece il comparto vocale, si basa da sempre principalmente sullo schema Bella e la Bestia, che prevede l'alternanza della voce femminile (agli esordi quasi solamente dallo stile operistico, poi molto più spesso sullo stile moderno pop-rock) e della voce growl; dal secondo album in poi, inoltre, le melodie vocali si sono fatte di frequente molto orecchiabili e moderne, talvolta addirittura pop, in contrasto con il contesto aggressivo o complesso. Ovviamente sono caratteristiche della band anche le atmosfere intense create dall'orchestra sinfonica e dai massicci cori lirici, a cui dall'ottavo album, Omega, si sono aggiunti dei cori di bambini.
Gli Epica sono noti anche per la loro attenzione ai testi, che sovente trattano tematiche filosofiche, psicologiche, spirituali o sociopolitiche.

## Storia del gruppo

### Primi anni eThe Phantom Agony(2002–2004)

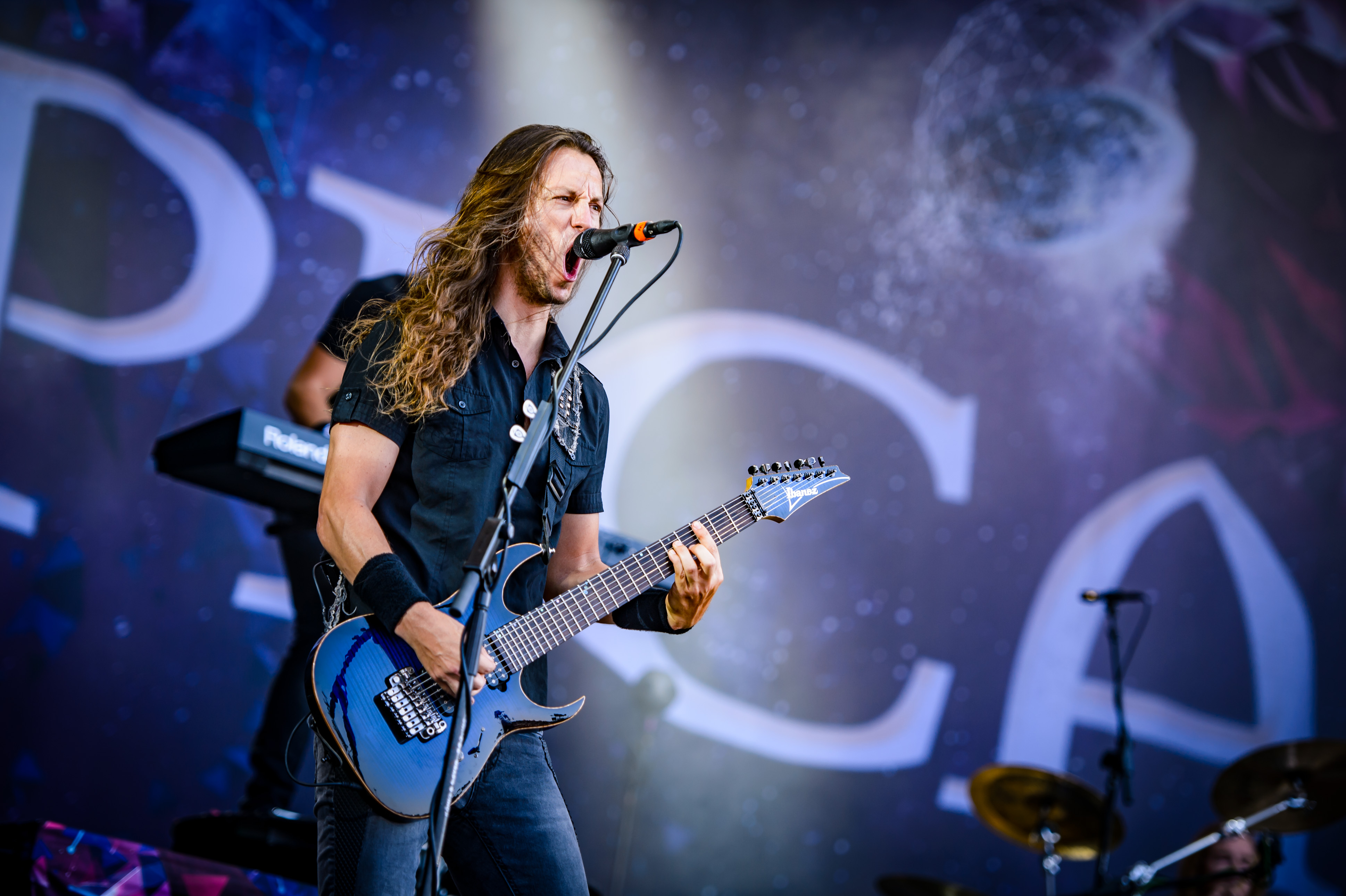
Mark Jansen, fondatore del gruppo

Gli Epica si formarono nel 2002 con il nome iniziale di Sahara Dust dall'incontro dei chitarristi Mark Jansen e Ad Sluijter, rispettivamente ex componenti degli After Forever e dei Cassiopeia. Il gruppo nacque inizialmente come progetto parallelo ma, in seguito al licenziamento di Jansen dagli After Forever, divenne un progetto stabile. Riguardo alla nascita del gruppo, Sluijter spiegò:
Al gruppo, presentato in via ufficiale il 18 maggio, si unirono anche il tastierista Coen Janssen, la cantante norvegese Helena Iren Michaelsen (ex Trail of Tears) e il batterista norvegese Iwan Hendrikx. Il 21 dello stesso mese entrò in formazione anche il bassista Yves Huts.
Il 3 settembre 2002 il gruppo annunciò la dipartita di Michaelsen ed Hendrikx, ritornati in Norvegia, e al contempo rivelarono di aver composto materiale inedito. Intorno allo stesso periodo entrarono in formazione la cantante Simone Simons e il batterista Jeroen Simons e con essi i Sahara Dust si esibirono per la prima volta, il 15 dicembre, aprendo un concerto degli Anathema a Tilburg. Il 20 gennaio 2003 il gruppo pubblicò poi il demo Cry for the Moon, contenente l'omonimo brano e Illusive Conseus.
Nel marzo 2003 Jansen decise di cambiare il nome del gruppo in Epica, in onore dell'omonimo album dei Kamelot. Il 17 giugno dello stesso venne pubblicato attraverso la Transmission Records l'album di debutto The Phantom Agony dal quale sono stati estratti i singoli The Phantom Agony, Feint e Cry for the Moon, promuovendo i primi due anche attraverso un video musicale ciascuno.

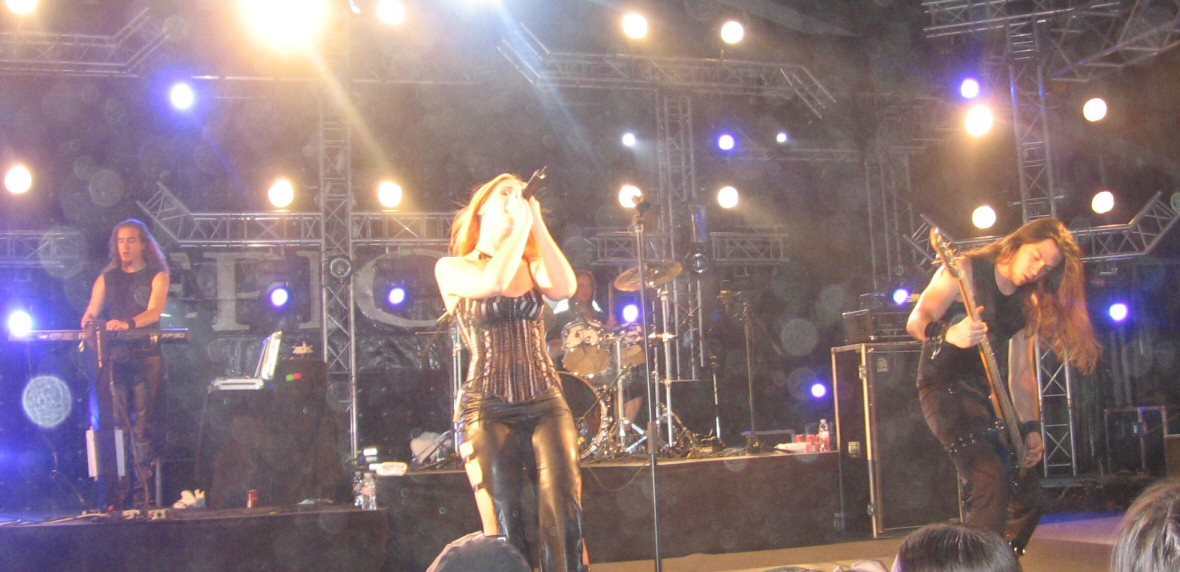
Gli Epica al Tuska Open Air 2006

Lo stile musicale dell'album è stato definito come un symphonic metal caratterizzato da tendenze gothic metal, atmosfere «oscure», melodie dal sapore «antico», brevi incursioni nel power metal e, in alcuni brani, dall'uso di tempi dispari e strutture poco convenzionali. I testi trattano tematiche come il fondamentalismo religioso, il terrorismo, i preti pedofili, i sogni lucidi, la contrapposizione tra casualità e destino, dei fatti di cronaca e la psicologia umana nelle relazioni interpersonali.
Nell'ottobre 2004 venne pubblicato il CD+DVD We Will Take You with Us, contenente un'esibizione degli Epica con coro e orchestra da camera, due esecuzioni acustiche di Feint e di Run for a Fall, un documentario e la reinterpretazione di Memory, brano tratto dal musical Cats.

### Consign to Oblivion(2005–2007)

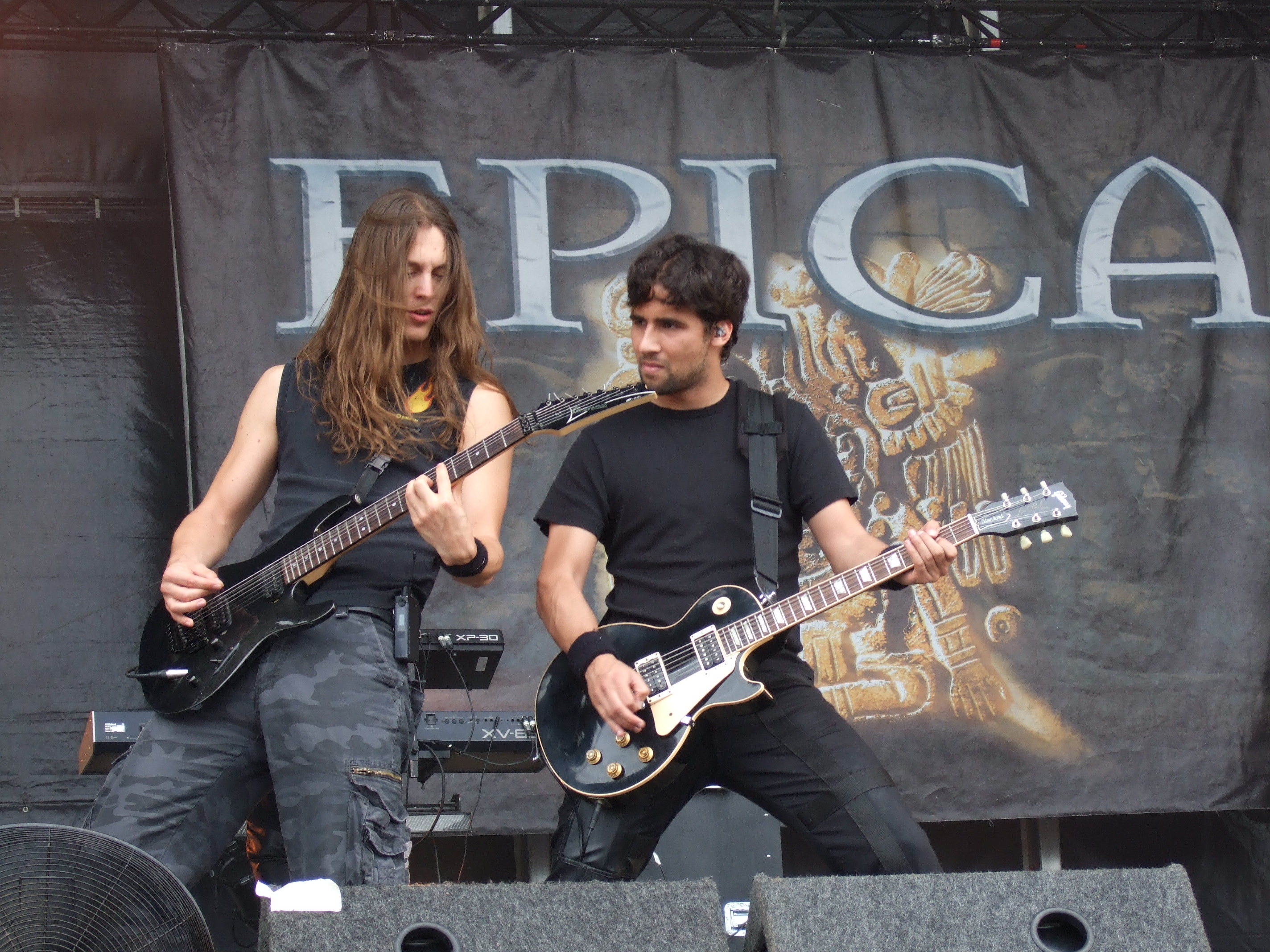
Mark Jansen e Ad Sluijter all'Hellfest 2007

Tra aprile e novembre 2004, gli Epica sono tornati in studio di registrazione per la realizzazione del secondo album, intitolato Consign to Oblivion e pubblicato il 21 aprile 2005. L'album, ispirato dalla cultura Maya, è stato promosso dal singolo Solitary Ground, pubblicato il 10 maggio e accompagnato dal relativo video musicale.
Consign to Oblivion si presenta come un album di più facile ascolto rispetto a quello precedente grazie alle strutture più semplici e dirette, alla generale riduzione della durata dei brani, all'attenzione all'orecchiabilità delle melodie, alle sfumature power metal più marcate, alle atmosfere meno oscure e tetre e al minore uso della voce death. Sono comunque presenti passaggi aggressivi in Force of the Shore e nella titletrack. In Trois Vierges gli Epica si sono fregiati della collaborazione di Roy Khan, cantante dei Kamelot. Riguardo invece al filo conduttore dei testi, Mark Jansen si è espresso così: 
Il 15 settembre 2005 è stato pubblicato The Score - An Epic Journey colonna sonora del film Joyride, mentre il 21 ottobre è stata la volta del secondo singolo estratto da Consign to Oblivion, intitolato Quietus e distribuito in due versioni.
Nel maggio 2006 è uscito invece il foto-audiolibro The Road to Paradiso, che racconta la storia del gruppo da quando aveva ancora il nome di Sahara Dust fino all'ultimo concerto al Paradiso di Amsterdam. Nell'audiobook sono presenti anche i brani inediti The Fallacy, dalle tinte synth pop e dance pop, e Purushayita, d'ispirazione new age e ambient. Il progetto originale di The Road to Paradiso prevedeva anche il DVD dell'esibizione tenutasi nella sala per concerti, ma la Transmission Records ha dichiarato bancarotta durante la post-produzione e quindi non è mai stato pubblicato nonostante la diffusione di un trailer. In un'intervista del luglio 2018, Simone Simons ha chiarito che la futura pubblicazione di questo DVD non è nei piani degli Epica in quanto non li rappresenta più.

### The Divine Conspiracy(2007–2009)

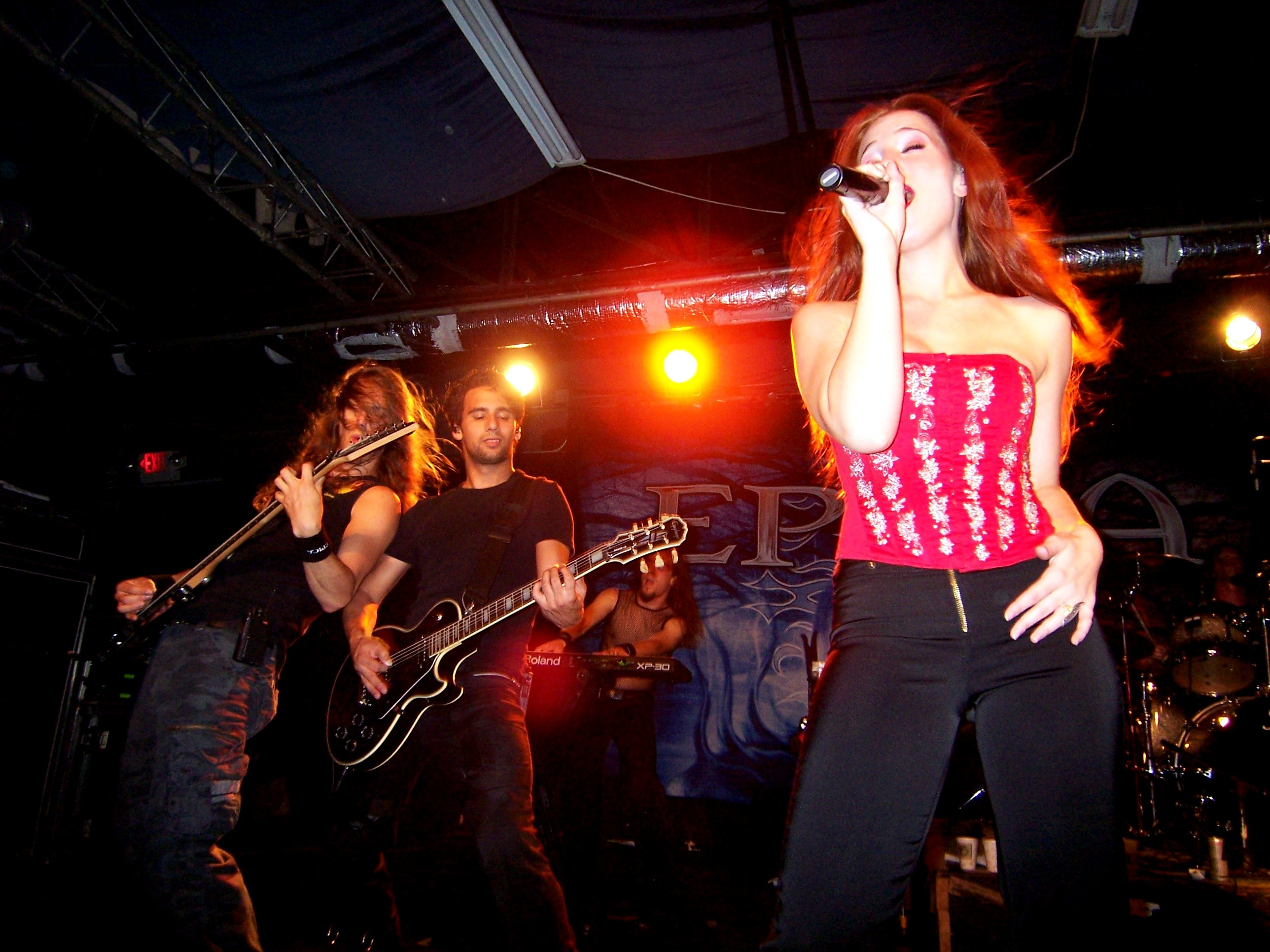
Gli Epica in concerto nel 2007

Dopo aver firmato un contratto discografico con la Nuclear Blast, gli Epica sono rientrati in studio di registrazione per incidere il terzo album in studio. Poco prima delle registrazioni, il batterista Jeroen Simons ha lasciato la formazione e gli Epica hanno ingaggiato come turnista Ariën van Weesenbeek; questi è poi diventato un membro ufficiale della band il 3 dicembre 2007.
Il 28 agosto 2007 (7 settembre per l'Europa) è stato pubblicato il concept album The Divine Conspiracy, il quale ha segnato una svolta nello stile musicale del gruppo. Vari brani contenuti nell'album sono caratterizzati da sonorità tratte dal metal estremo (soprattutto thrash, death e melodic black), mentre altri presentano strutture marcatamente progressive metal. Nel brano Death of a Dream (The Embrace That Smothers ~ Part VII) è presente una collaborazione con Sander Gommans, allora membro degli After Forever, che ha interpretato delle parti in voce death.

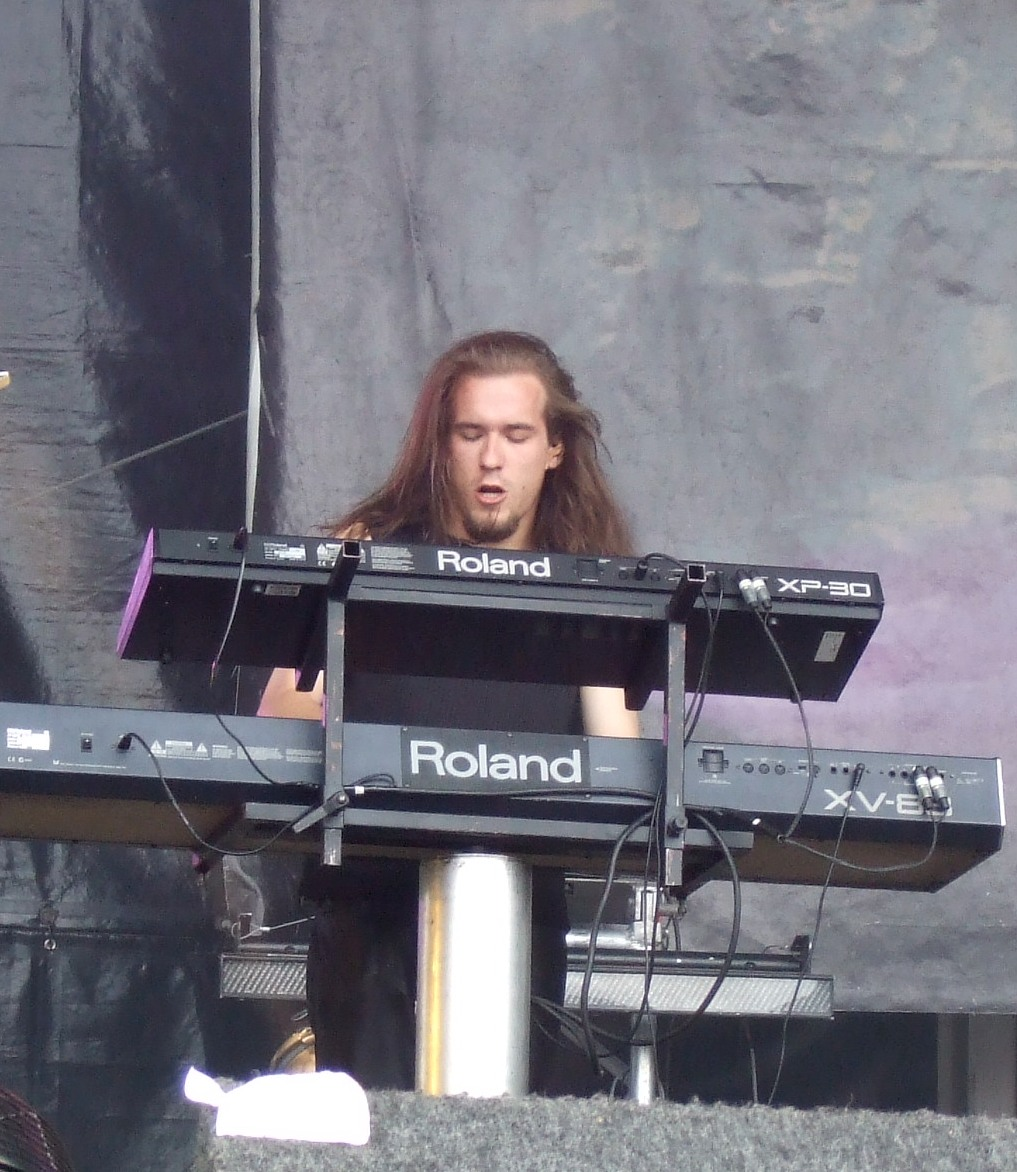
Coen Janssen nel 2007

Mark Jansen ha descritto il tema dell'album attraverso la seguente dichiarazione:
 In realtà l'album è divisibile in due parti: la prima tratta tematiche spiccatamente psicologiche (stalking, tossicodipendenza, ambizione smodata, avarizia, egocentrismo e narcisismo), mentre la seconda riguarda il rapporto tra religione e potere politico, il fondamentalismo e altre tematiche collegate come l'aborto e la condizione delle minoranze nelle teocrazie, con particolare attenzione per la condizione femminile nelle società islamiche.
Dall'album sono stati estratti i singoli Never Enough e Chasing the Dragon, quest'ultimo incluso successivamente anche nella colonna sonora del film In the Name of the King.
Per promuovere l'album, gli Epica hanno intrapreso un tour mondiale, che però è stato ostacolato dalla MRSA contratta da Simone Simons. A causa della malattia, la band ha dovuto cancellare le date in Messico, in Colombia e in Regno Unito, mentre negli Stati Uniti d'America il ruolo di cantante è stato temporaneamente preso da Amanda Somerville. Simone Simons si è ripresa appena in tempo per il Miskolc Opera Festival, tenutosi in Ungheria il 14 giugno 2008. Qui gli Epica si sono esibiti con un'orchestra e un coro, eseguendo sia brani del proprio repertorio sia cover di brani classici e colonne sonore. Dal concerto è stato tratto un album dal vivo, The Classical Conspiracy - Live in Miskolc, Hungary, pubblicato l'8 maggio 2009.
Nel 2008 gli Epica hanno reinterpretato il brano Nothing's Wrong del gruppo punk olandese De Heideroosjes, inserito nell'album Ode & Tribute di questi ultimi.

### Design Your Universe(2009–2011)

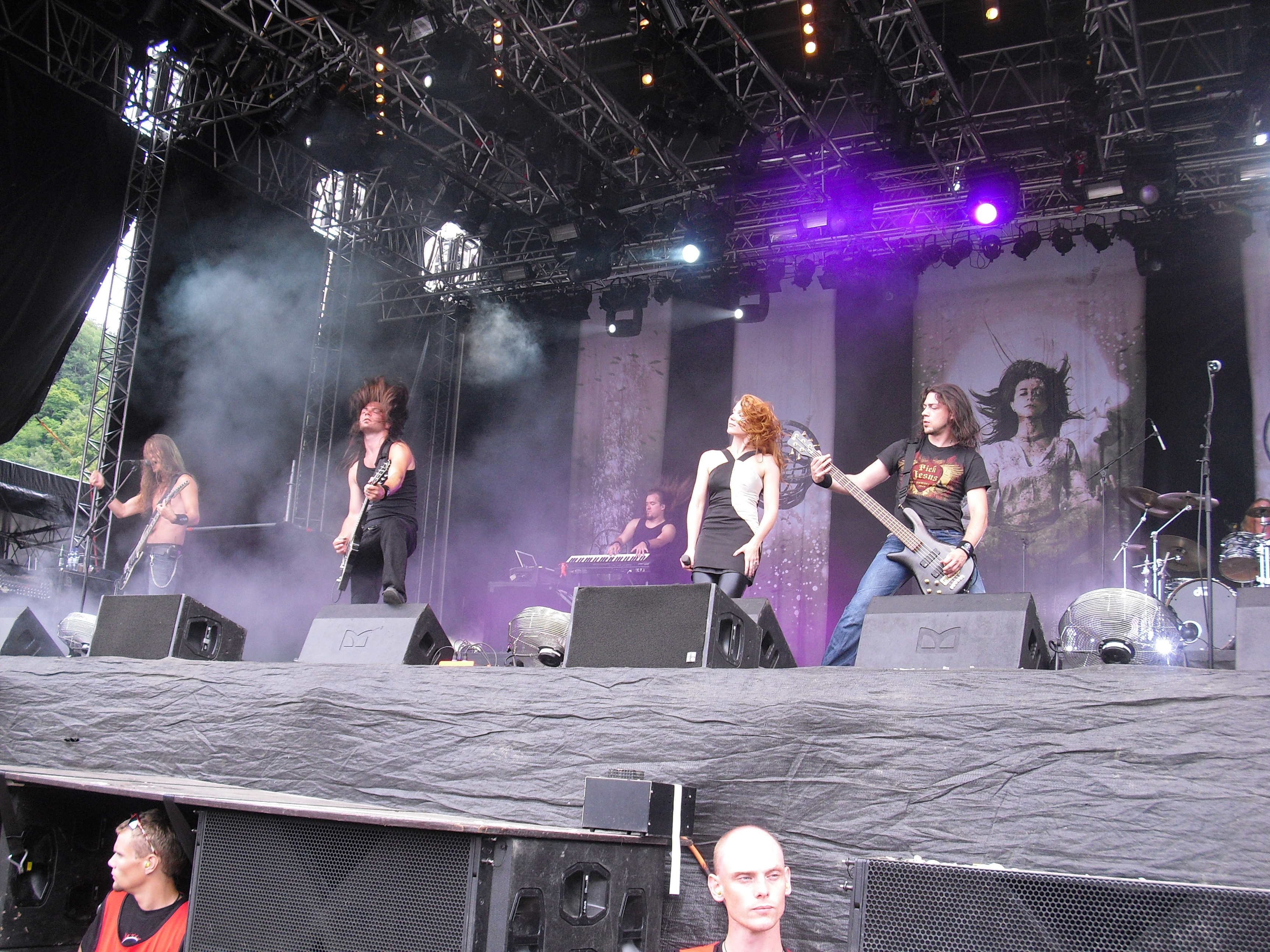
Gli Epica al Norway Rock Festival 2010

A settembre 2009 è uscito Unleashed, singolo promozionale per il quale è stato pubblicato anche un video. All'interno del suo disco è presente come b-side il brano Resign to Surrender (A New Age Dawns - Part IV). Si tratta dei primi brani pubblicati con il nuovo chitarrista, Isaac Delahaye, subentrato a Ad Sluijter il 16 gennaio dello stesso anno.
Il 16 ottobre 2009 gli Epica hanno pubblicato il loro quarto album, Design Your Universe, al cui interno è presente anche un duetto con Tony Kakko dei Sonata Arctica, che ha prestato la propria voce in White Waters. Il 30 ottobre è stato poi pubblicato il brano Martyr of the Free Word all'interno di uno split in vinile contenente anche From the Heaven of My Heart degli Amorphis.
Design Your Universe ha ricevuto l'acclamazione della critica specializzata, anche grazie alle novità che ha introdotto. Infatti nell'album la chitarra è stata posta in primo piano rispetto agli album precedenti e presenta una maggiore frequenza di assoli di chitarra, contribuendo così a rendere le sonorità più aggressive, che, grazie anche al robusto lavoro della batteria, presentano anche influenze che spaziano tra il melodic death, il thrash e il progressive. Caratteristica del disco è inoltre la grande attenzione alla struttura generale e al "labor limae", riuscendo così a tessere un filo conduttore fra brani diversi.

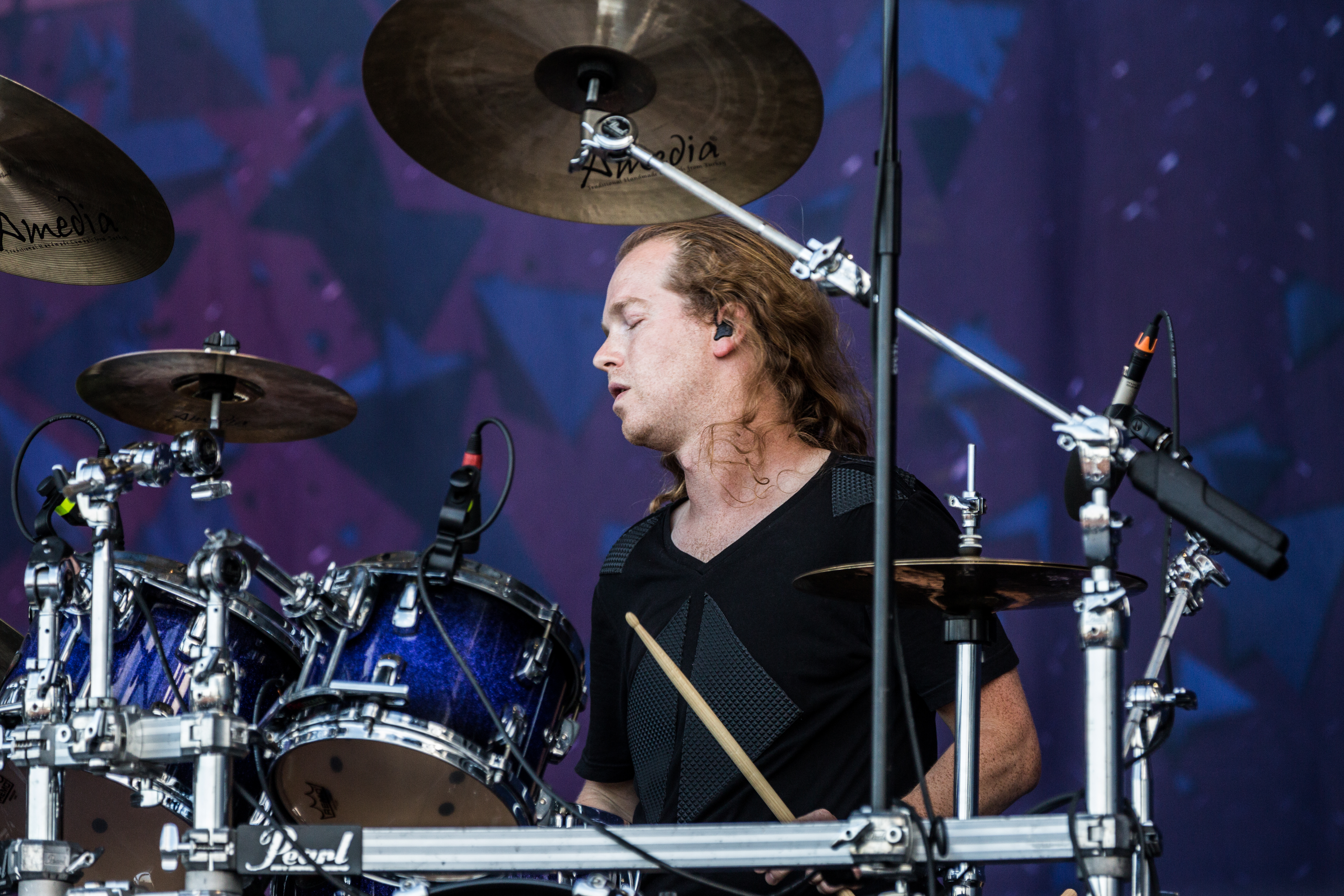
Ariën van Weesenbeek

Per quanto riguarda le tematiche trattate, esse riguardano soprattutto tre argomenti: il concetto di libertà di parola e pensiero, la "Teoria della Risonanza e dei Campi Morfici" elaborata da Rupert Sheldrake e la "Teoria del Paradigma Olografico" elaborata da Bohm e Pribram. Vi sono però anche un testo sulle esperienze di pre morte, uno ispirato al film Intervista col vampiro e alcuni particolarmente intimi e personali. Ciò nonostante, Mark Jansen ha spiegato il senso dell'album attraverso la seguente dichiarazione:

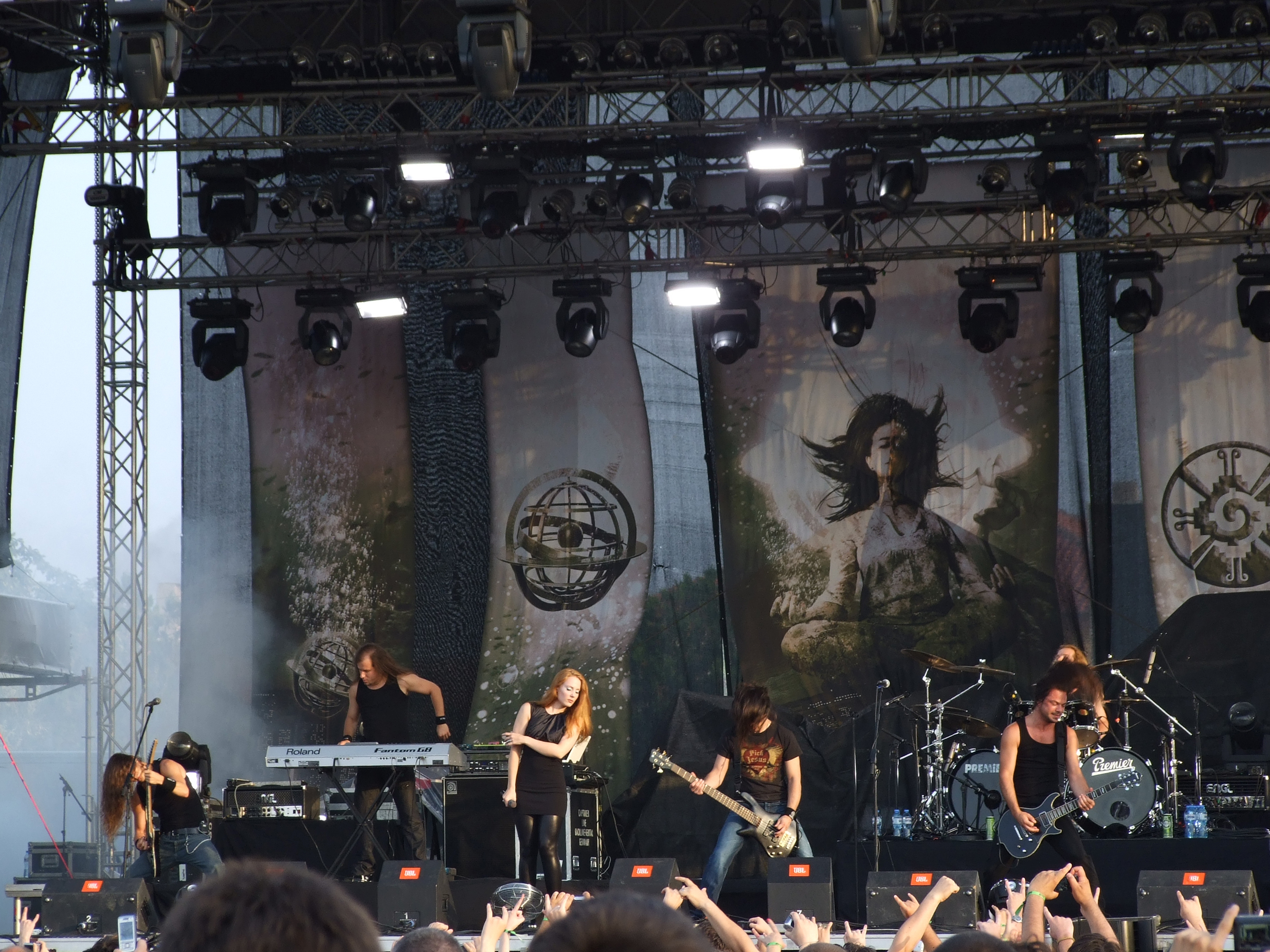
Gli Epica al Kavarna Rock Fest 2010

Grazie a Design Your Universe, gli Epica hanno vinto tre premi ai Metal Symphonique Award: miglior album, miglior gruppo e miglior performance dal vivo. Inoltre, secondo Mindview, Design Your Universe è il miglior album in assoluto del 2009, mentre secondo Lords of Metal è il secondo.
Il 17 ottobre 2009 gli Epica si sono esibiti durante l'annuale Metal Female Voices Fest. Lo show, che ha avuto come ospiti Floor Jansen e Ad Sluijter, è stato filmato, ma il relativo DVD non è mai stato pubblicato.
Il Design Your Universe World Tour ha avuto luogo tra il 2009 e il 2011. Nella parte europea, gli Epica sono stati supportati prima dagli Amberian Dawn e dai Sons of Season, poi dai ReVamp e dai Kells. Invece i Dååth, i Threat Signal e i Blackguard si sono alternate come band spalla del tour nordamericano che ha avuto un successo tale da divenire uno dei più riusciti della Nuclear Blast, a detta dell'etichetta stessa. Proprio per questo il gruppo ha deciso di tornare oltreoceano con ventiquattro ulteriori date, stavolta supportata da Scar Symmetry, Blackguard, Mutiny Within e The Agonist. Infine, nell'ultima parte del tour mondiale i supporter sono stati i MaYaN, neonato progetto parallelo symphonic death metal di Jansen che aveva appena pubblicato l'esordio Quarterpast. Successivamente gli Epica hanno partecipato a vari festival musicali, spesso da headliner; in particolare, durante il Metal Female Voices Fest del 2010 ha avuto luogo un concerto speciale dedicato a The Phantom Agony, il cui brano omonimo è stato reinterpretato in chiave dance metal.
Il 19 novembre 2010 sono stati pubblicati il video ed il singolo di This Is the Time, il cui ricavato è stato devoluto in beneficenza al WWF.

### Requiem for the Indifferent(2011–2013)

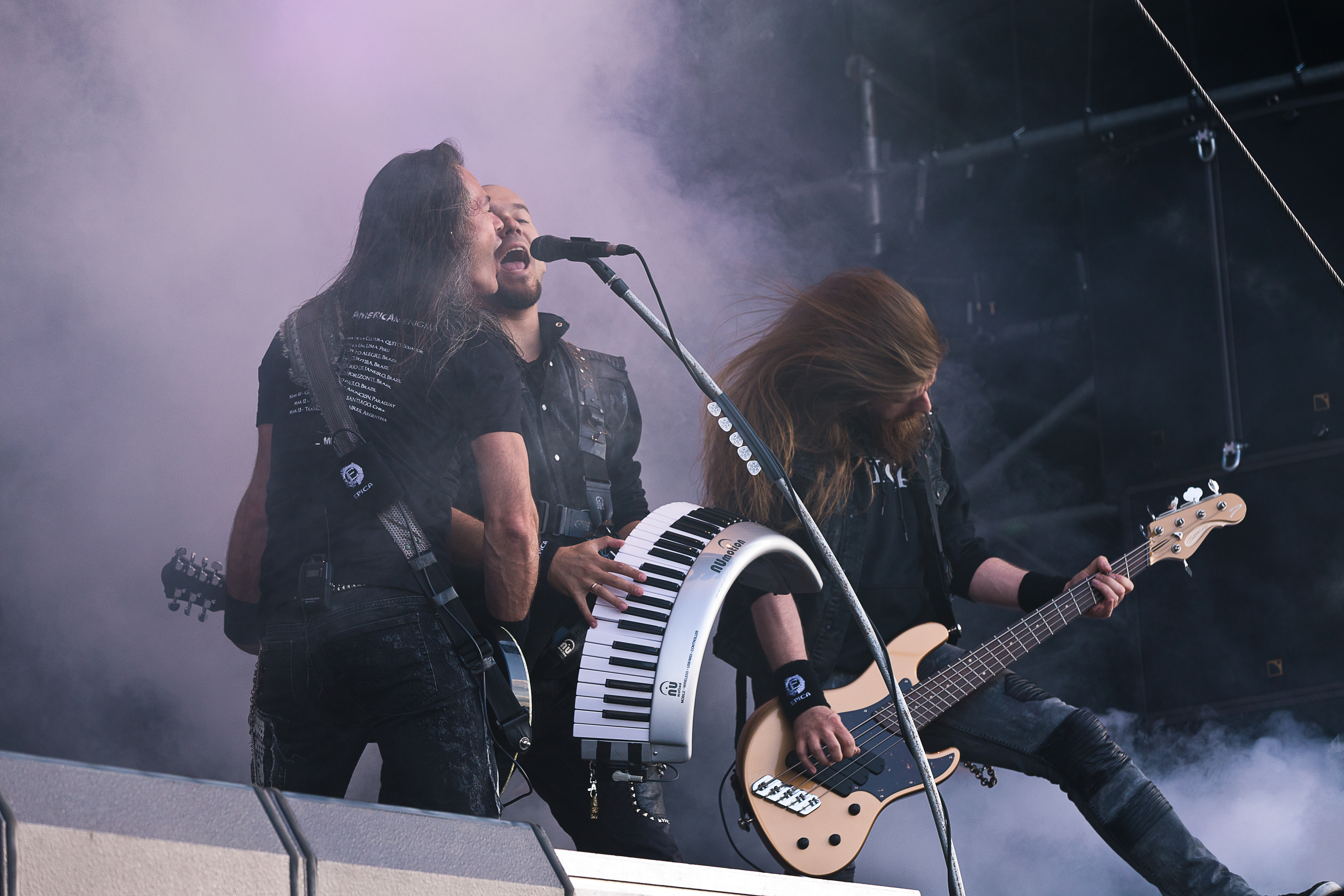
Delahaye, Janssen e van der Loo in concerto nel 2015

Il 9 marzo 2012 gli Epica pubblicano per Nuclear Blast il nuovo album, Requiem for the Indifferent. ll suo titolo è stato spiegato da Mark Jansen attraverso la seguente dichiarazione:
 Dopo averne rivelato la copertina e la lista tracce nel gennaio 2012 gli Epica hanno reso disponibili delle anteprime tratte dal brano Monopoly On Truth. Il singolo apripista è stato però Storm the Sorrow, uscito digitalmente il 2 febbraio 2012 e successivamente sfruttato per un video.
Requiem for the Indifferent è stato definito dalla stampa come innovativo, stratificato, eccentrico, equilibrato e complesso. Rispetto a Design Your Universe, è aumentata la componente progressive metal, creando così brani vari al loro interno, con strutture più articolate e in grado di alternare calma e aggressività. Le parti strumentali sono inoltre ricche di influenze melodic death metal, thrash metal e, più raramente, black metal, che contrastano con la rinnovata orecchiabilità delle linee vocali; è invece diminuito l'uso dell'orchestra, anche per via delle scelte di produzione che hanno prediletto suoni più freddi, scarni e austeri rispetto agli album precedenti. Per quanto riguarda i testi, gli Epica si sono concentrati su tematiche sociopolitiche di scottante attualità come la primavera araba, la strage di Utøya, il disastro ambientale della piattaforma petrolifera Deepwater Horizon, il fondamentalismo, la crisi economica e il suicidio visto attraverso varie culture e motivazioni. Non mancano però dei testi molto intimi e introspettivi.

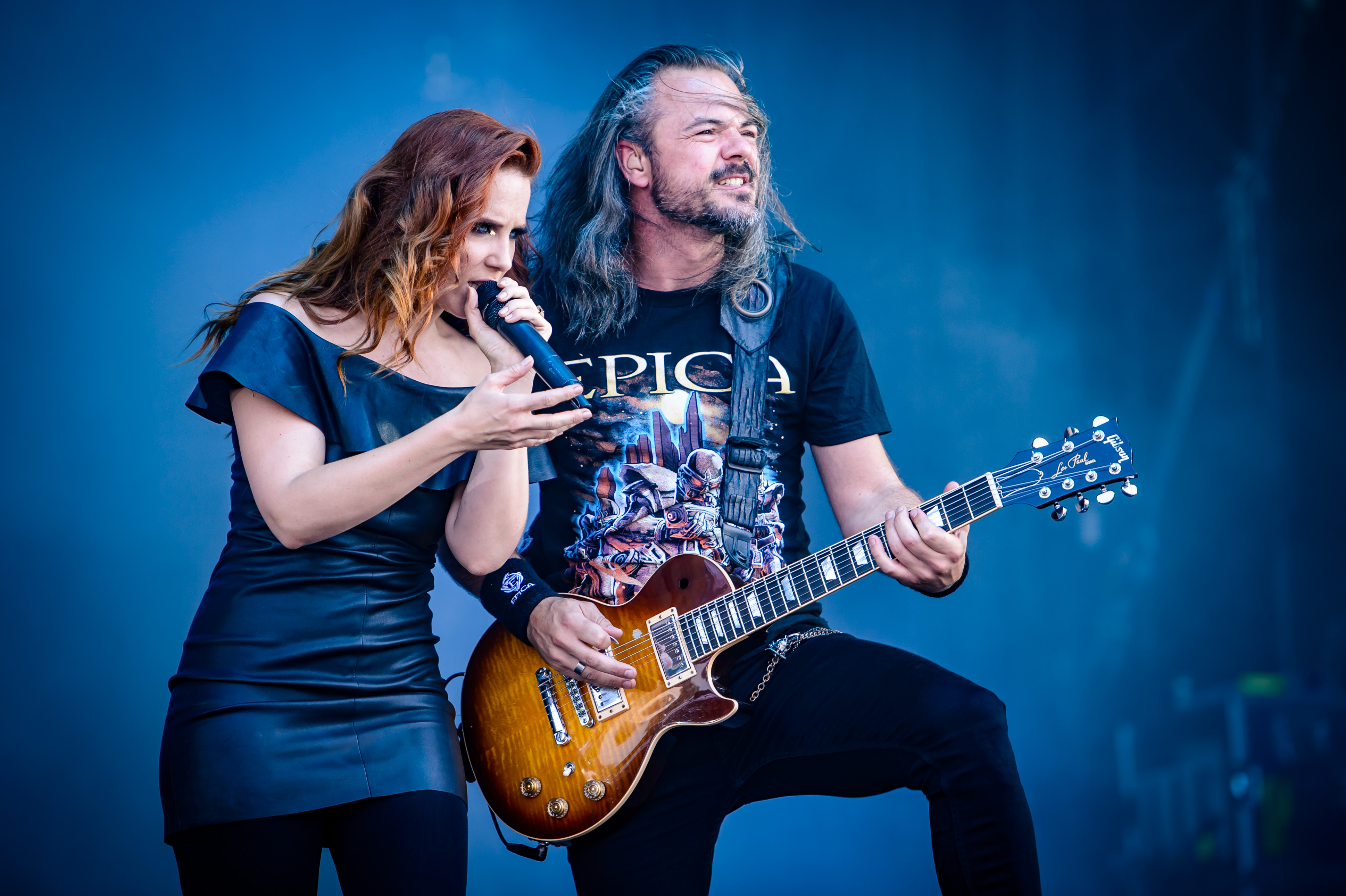
Simone Simons e Isaac Delahaye

Il 24 marzo 2012 il bassista Yves Huts ha annunciato di aver abbandonato gli Epica a causa di un'altra opportunità di carriera che non gli permetteva di proseguire lo svolgimento del tour. A sostituirlo è subentrato Rob van der Loo, ex-bassista dei Delain nonché componente dei MaYaN. Il tour mondiale è iniziato a marzo 2012 ed è finito a luglio 2013. Nella parte europea i gruppi di apertura sono stati, alternandosi, gli Stream of Passion, gli Xandria, i Voices of Destiny, i Katatonia e i ReVamp. Nel tour nordamericano, invece, le band spalla scelte sono state gli Alestorm, gli Insomnium e i System Divide. Per la prima volta gli Epica hanno tenuto concerti anche in vari Stati dell'Oceania, del Sud-est asiatico e dell'Asia orientale. Il tour ha compreso anche vari festival di cui una buona parte da headliner. I concerti tenuti in Messico hanno permesso agli Epica di venire candidati, nell'ottobre 2013, nella categoria "Best Alternative" del premio Lunas del Auditorio.
Nel frattempo la band ha collaborato con il programma televisivo olandese Niks te gek, in cui delle persone mentalmente disabili possono realizzare i propri sogni. Il sogno di Ruurd Woltring era quello di poter registrare una sua canzone con gli Epica, i quali hanno riarrangiato Forevermore, brano composto dallo stesso Woltring e di cui è stato anche realizzato un video. L'episodio televisivo in questione è stato trasmesso il 16 settembre. Forevermore è stato successivamente pubblicato come singolo digitale di beneficenza attraverso l'iTunes Store. Poco dopo, la band ha partecipato anche alla raccolta Acoustic Dance Sessions con una reinterpretazione di Happiness, singolo di Alexis Jordan.

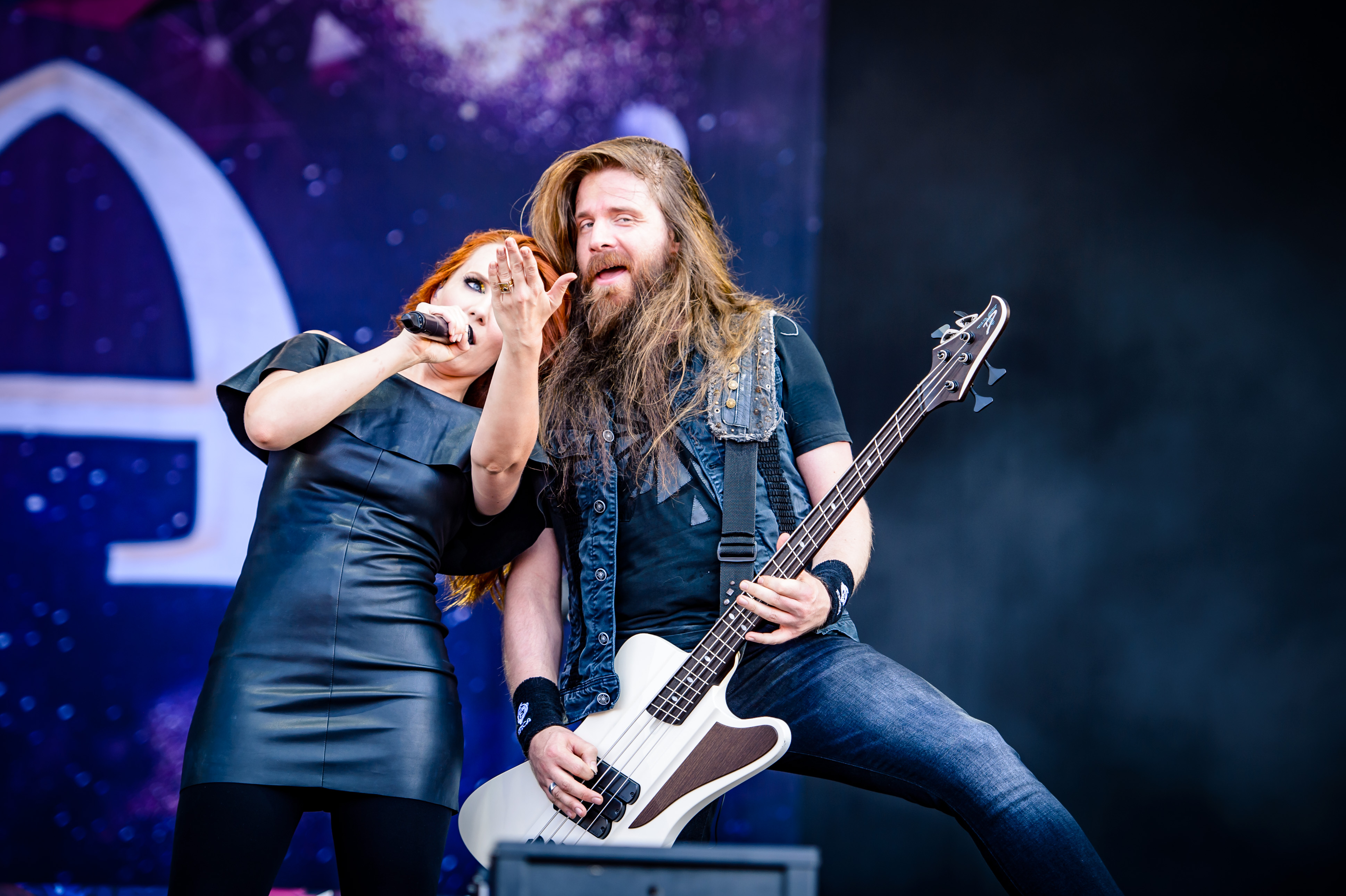
Simone Simons e Rob van der Loo

In occasione del decimo anniversario della nascita degli Epica, la band ha celebrato l'evento con un grande concerto insieme a un'orchestra di settanta elementi e a un coro di quaranta, gli stessi presenti nello show del The Classical Conspiracy - Live in Miskolc, Hungary. L'evento, chiamato Retrospect - 10th Anniversary, si è svolto il 23 marzo 2013 al Klokgebouw di Eindhoven ed è stato ricco di effetti speciali e di ospiti internazionali. Durante il concerto, gli Epica si sono esibiti con canzoni provenienti da tutti e cinque i loro album fino ad allora pubblicati e con un nuovo inedito. Retrospect - 10th Anniversary è durato circa tre ore e quindi è stato il concerto più lungo della carriera degli Epica. Inoltre è stato possibile seguirlo in streaming live HD tramite la piattaforma online "Live Music Stage". Essendo stato registrato, Retrospect - 10th Anniversary è stato pubblicato in due versioni, una con tre DVD e due CD e l'altra con due BD e due CD.
A partire dal primo luglio, gli Epica hanno interrotto momentaneamente le attività dal vivo per permettere a Simone Simons di portare a termine con serenità la gravidanza. Vincent G. Palotai, figlio di Simons e del marito Oliver Palotai, è nato il 2 ottobre 2013. Successivamente, quattro membri degli Epica sono stati scelti per partecipare a Karmaflow, la prima opera rock sotto forma di videogioco, alla quale hanno partecipato anche vari artisti della scena metal. Janseen e van Weesenbeek hanno contribuito alle sezioni strumentali, mentre Simons ha interpretato la Distruttrice in The Creator and the Destroyer, cantata in duetto con Dani Filth, e Jansen ha interpretato la Guida in The Guide, cantata in duetto con Lindsay Schoolcraft. Il primo atto del videogioco Karmaflow è uscito il 16 gennaio 2016, il secondo atto il 6 maggio dello stesso anno.

### The Quantum Enigma(2014–2016)

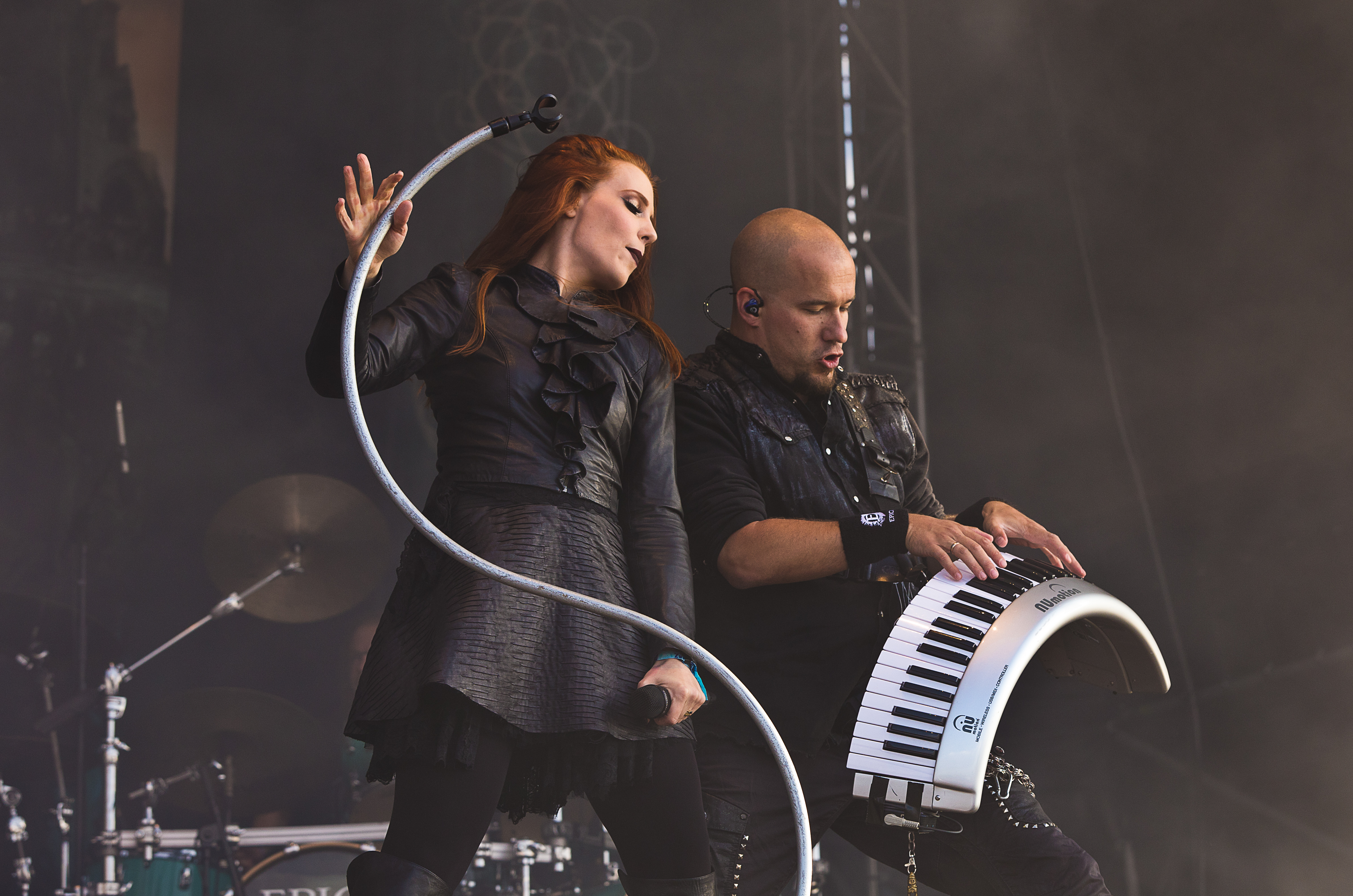
Simons e Janssen al Rockharz Open Air 2015

Il 31 gennaio 2024 i MaYaN di Mark Jansen hanno pubblicato il loro secondo album, Antagonise. Il 5 febbraio gli Epica hanno annunciato il sesto album in studio, intitolato The Quantum Enigma, mentre il 17 dello stesso mese il gruppo ha rivelato la copertina, la lista tracce e le date di pubblicazione fissate per il 2 maggio in Europa, il 5 maggio nel Regno Unito e il 13 maggio negli Stati Uniti. Nello stesso comunicato, inoltre, è stato rivelato che l'album sarebbe stato reso disponibile in formato standard e in quattro edizioni speciali, le quali avrebbero contenuto quattro differenti bonus track.
Anticipato dai singoli The Essence of Silence e Unchain Utopia, pubblicati rispettivamente il 14 marzo e l'8 aprile e dotati di lyric video, l'album ha visto la collaborazione di Marcela Bovio degli Stream of Passion, la quale ha provveduto ai cori, Daniël de Jongh dei Textures, che ha prestato la propria voce nella title track, un'orchestra d'archi e un coro di sedici elementi ciascuno. Il 30 ottobre 2014 è stato poi pubblicato il video di Victims of Contingency, diretto da Remko Tielemans.

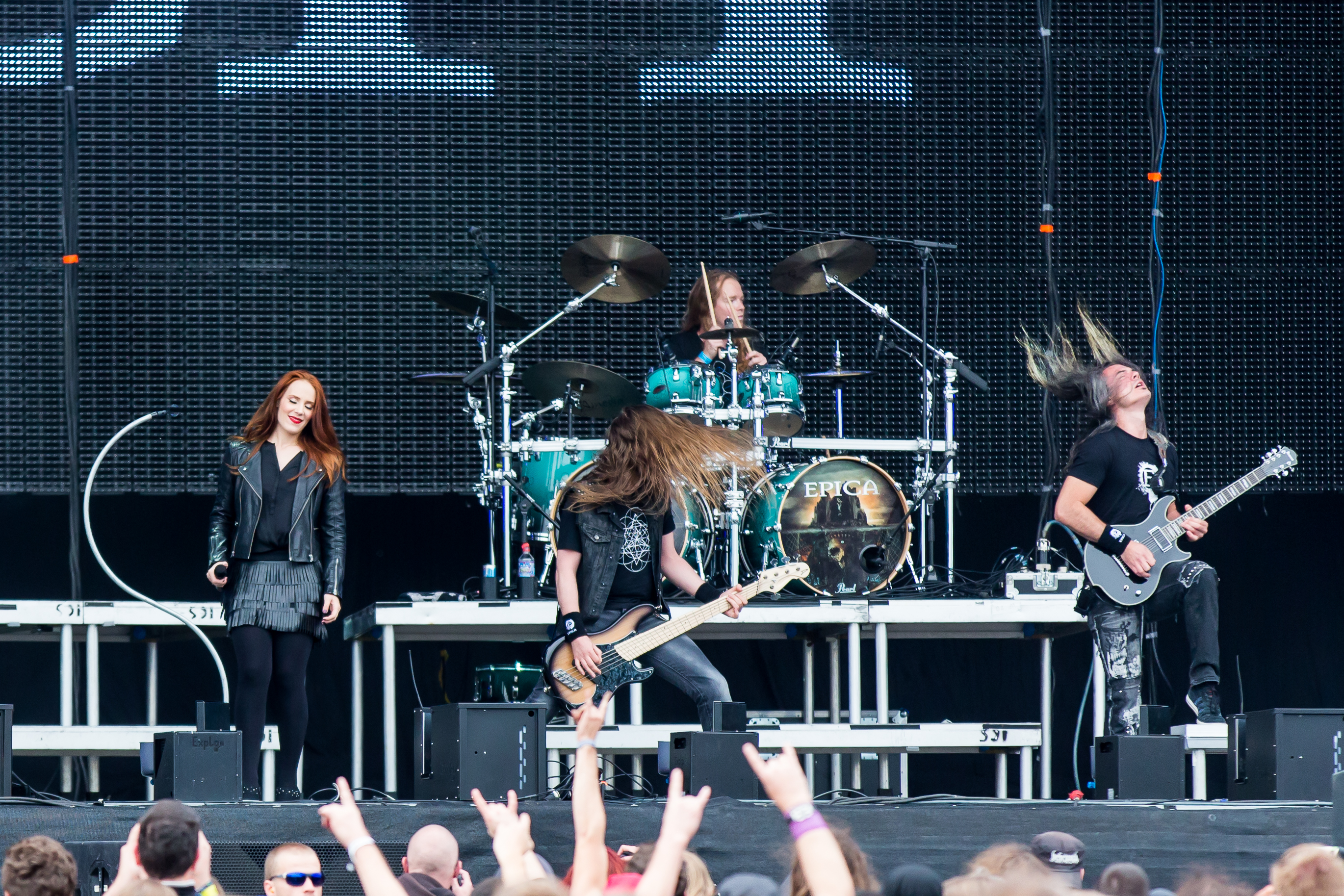
Gli Epica al Wacken Open Air 2015

Per The Quantum Enigma gli Epica hanno creato brani dalle strutture più compatte e meno dispersive, per lo più nella forma canzone, riuscendo a essere diretti senza perdere stratificazione sonora. Nonostante la ripresa di un sound più orchestrale rispetto all'album precedente, le parti di chitarra, basso e batteria oscillano anche tra i vari generi del metal estremo (in particolar modo melodic death e thrash), senza per questo disdegnare momenti tranquilli o solari. In contrasto con il contesto aggressivo, è stata data grande importanza anche alle melodie e alla creazione di ritornelli molto orecchiabili. Simone Simons ha parlato di un album che, grazie a un lavoro di squadra mai stato così intenso, è riuscito a essere equilibrato, vario e in grado di bilanciare melodie mangia-cervello e metal estremo. Sono anche presenti passaggi power, melodie celtiche, richiami alla musica tradizionale tibetana e, per la prima volta, a quella cinese. La critica ha inoltre evidenziato, nel singolo The Essence of Silence, la presenza di leggeri elementi djent. Per quanto riguarda invece la produzione, il nuovo team capitanato da Joost van den Broek ha ottenuto suoni più ricchi e pieni, in contrasto con quelli freddi di Requiem for the Indifferent, trovando un nuovo equilibrio fra l'orchestra e la band. Riguardo alle tematiche trattate, troviamo testi sulla malattia di Alzheimer, sull'insonnia indotta dall'astinenza da sonniferi e sulle false opere buone delle associazioni di beneficenza truffaldine. I temi principali dell'album, però, sono tre: la meditazione e la mindfulness come metodo per trovare davvero se stessi (con evidenti richiami al Buddhismo), il ciclo di vita e morte nella condizione umana e la realtà come illusione dei sensi. Quest'ultimo tema riprende le teorie filosofiche e di meccanica quantistica che avevano ispirato Design Your Universe, non a caso la title track di The Quantum Enigma è la seconda parte di Kingdom of Heaven. Sempre a proposito di questa tematica, Mark Jansen ha dichiarato che «il mondo che conosciamo è tale e reale solo per noi in quanto noi gli diamo un certo significato». A Faceculture ha poi specificato:

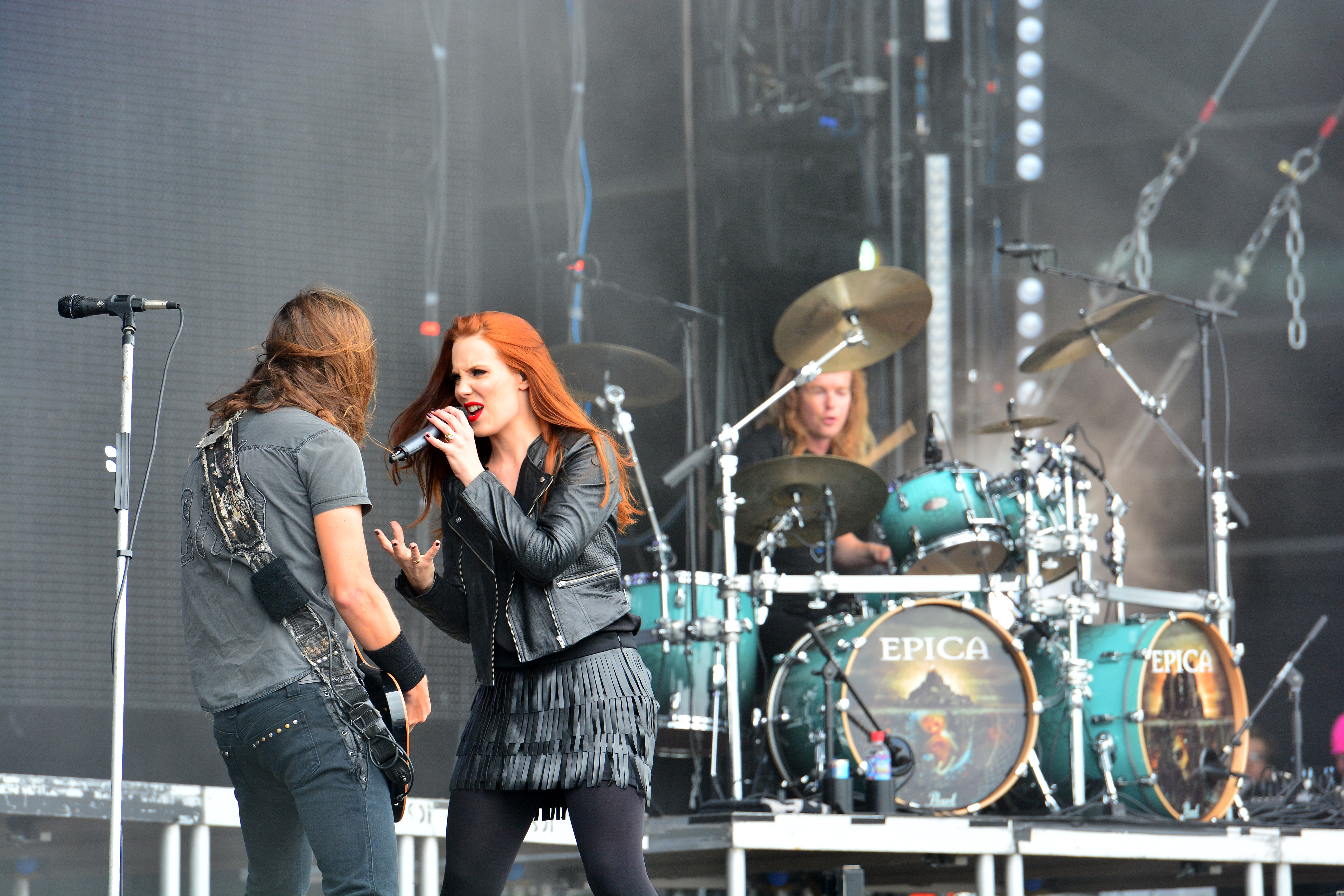
Jansen, Simons e van Weesenbeek al Wacken Open Air 2015

Dopo aver preso parte a vari festival in quattro continenti, gli Epica hanno promosso The Quantum Enigma attraverso un primo tour mondiale svolto tra il 2014 e il 2015, durante il quale si sono alternati in qualità di gruppi d'apertura artisti come DragonForce, Dagoba, Diablo Blvd, Amberian Dawn e Xandria. Il tour sudamericano del 2015, invece, ha visto come unico gruppo di supporto i DragonForce. Gli Epica si sono esibiti anche al Witchfest di Pretoria (Sudafrica), primo loro concerto nel continente africano, e al Mood Indigo Festival di Mumbai (India). Il sestetto si sarebbe dovuto esibire anche in Nord America, insieme a Battlecross, Children of Bodom e Machine Head, ma le date sono state successivamente cancellate per volere di quest'ultimo gruppo. Ciò nonostante, il successo di The Quantum Enigma e del rispettivo tour mondiale hanno permesso agli Epica di vincere il "Music Export Award", premio che li certifica come il gruppo olandese con il maggiore successo internazionale. La cerimonia di premiazione si è svolta il 5 giugno 2015. È la prima volta che gli Epica vincono questo premio, andando ad affiancare artisti come Within Temptation, André Rieu, Tiësto, Earth and Fire e George Baker.
Durante l'estate, gli Epica hanno partecipato a vari festival, a seguito dei quali avrebbero dovuto intraprendere un tour nordamericano da co-healiner insieme agli Eluveitie e con i The Agonist come gruppo spalla. Purtroppo, alla moglie di Coen Jansen è stato diagnosticato un cancro, costringendo il tastierista a rinunciare al tour per starle accanto, mentre il padre di Simone Simons ha avuto un infarto, portando la cantante a decidere di raggiungerlo nei Paesi Bassi. Per questi motivi, il gruppo è stato costretto ad annullare il tour nordamericano, rivelando tuttavia che sarebbe ripartito il prima possibile.
Negli ultimi tre mesi del 2015, gli Epica hanno intrapreso un nuovo tour europeo. In Francia, Italia e Regno Unito, il gruppo è stato supportato dagli Eluveitie e dagli Scar Symmetry, mentre in Germania, Polonia e Repubblica Ceca gli Eluveitie sono stati co-headliner; in Turchia, invece, i concerti sono stati aperti dai Finntroll. Coen Janssen è stato assente fino al 7 novembre per stare accanto alla moglie ed è stato quindi temporaneamente sostituito da Ruben Wijga dei ReVamp.

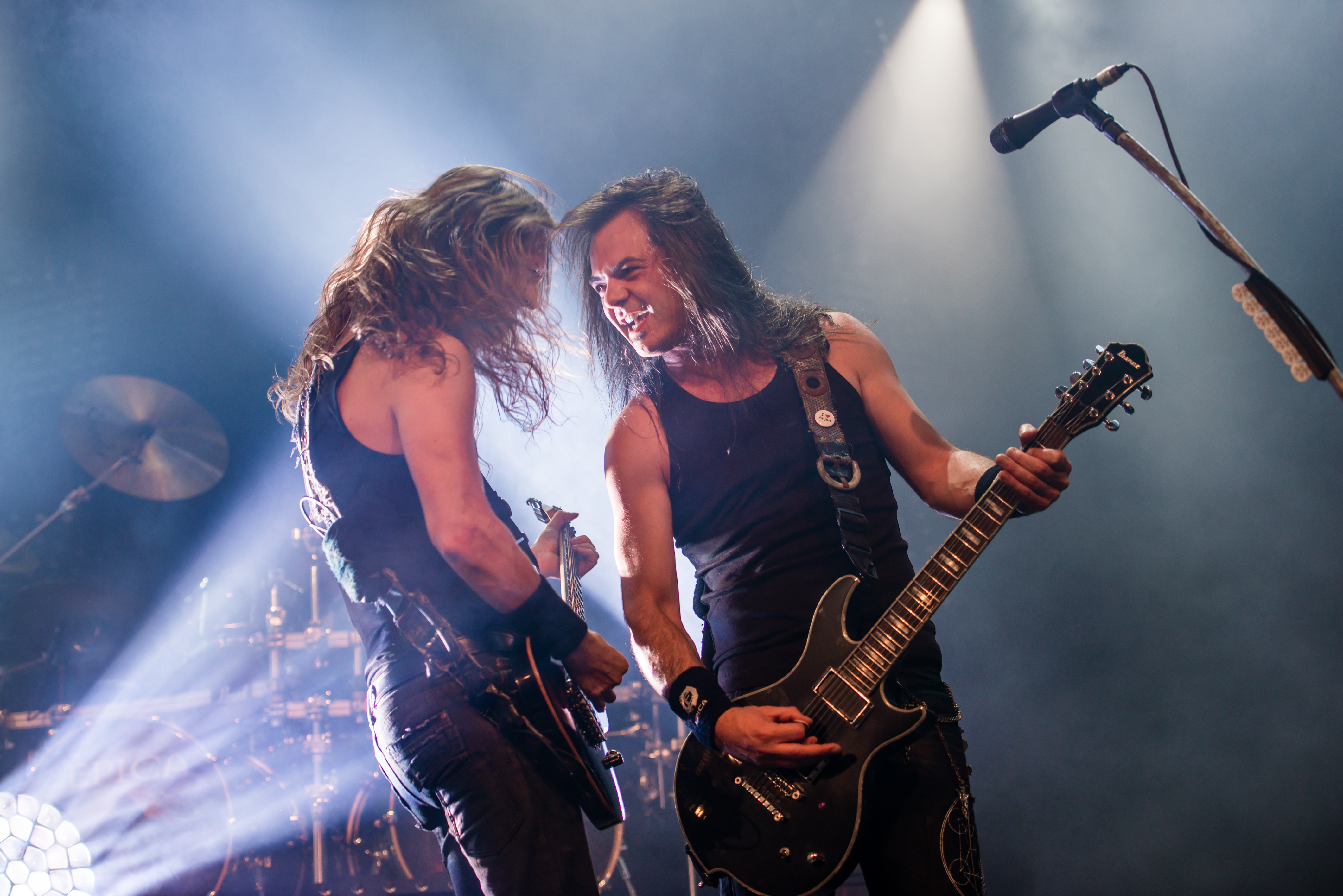
Jansen e Delahaye all'Epic Metal Fest 2015

Il 22 novembre 2015, a Eindhoven, si è svolto l'Epic Metal Fest, primo festival organizzato dagli Epica. Si sono esibite nove band e gli headliner sono stati gli Epica e i Sepultura.
Tra gennaio e febbraio 2016, come preannunciato, gli Epica hanno intrapreso un nuovo tour in Canada e Stati Uniti d'America, con i Moonspell e gli Starkill come gruppi di apertura. Subito dopo, a marzo 2016, gli Epica sono andati in tour in Australia e Nuova Zelanda, supportati dai Voyager. Nello stesso mese, il sestetto ha chiuso la tournée mondiale ad Hong Kong e in Cina, per poi partecipare come di consueto a vari festival estivi, tra cui il Rock in Roma assieme ai Nightwish e agli Apocalyptica.
Nel corso di tutto il The Quantum Enigma World Tour, varie tappe sono state filmate dalla Panda Productions per creare degli "Aftermovie", pubblicati di volta in volta sul canale YouTube degli Epica. Cinque aftermovie sono stati rispettivamente dedicati a The Second Stone, Victims of Contingency, Natural Corruption, Chemical Insomnia e In All Conscience, fungendo da veri e propri video. Sono inoltre stati girati e pubblicati i video dal vivo di Unchain Utopia, The Essence of Silence e The Obsessive Devotion, quest'ultimo brano tratto dall'album The Divine Conspiracy.

### The Holographic PrincipleeThe Solace System(2016-2019)
In un'intervista concessa a Metal Wani il 19 settembre 2015, Mark Jansen ha rivelato che gli Epica hanno composto venticinque brani per il loro settimo album in studio, aggiungendo che devono ancora decidere quali verranno registrati e quali verranno scartati. Secondo quanto dichiarato da Rob van der Loo, l'album sarà più aggressivo del precedente, mentre Jansen ha dichiarato la propria intenzione di seguire la scia di The Quantum Enigma.

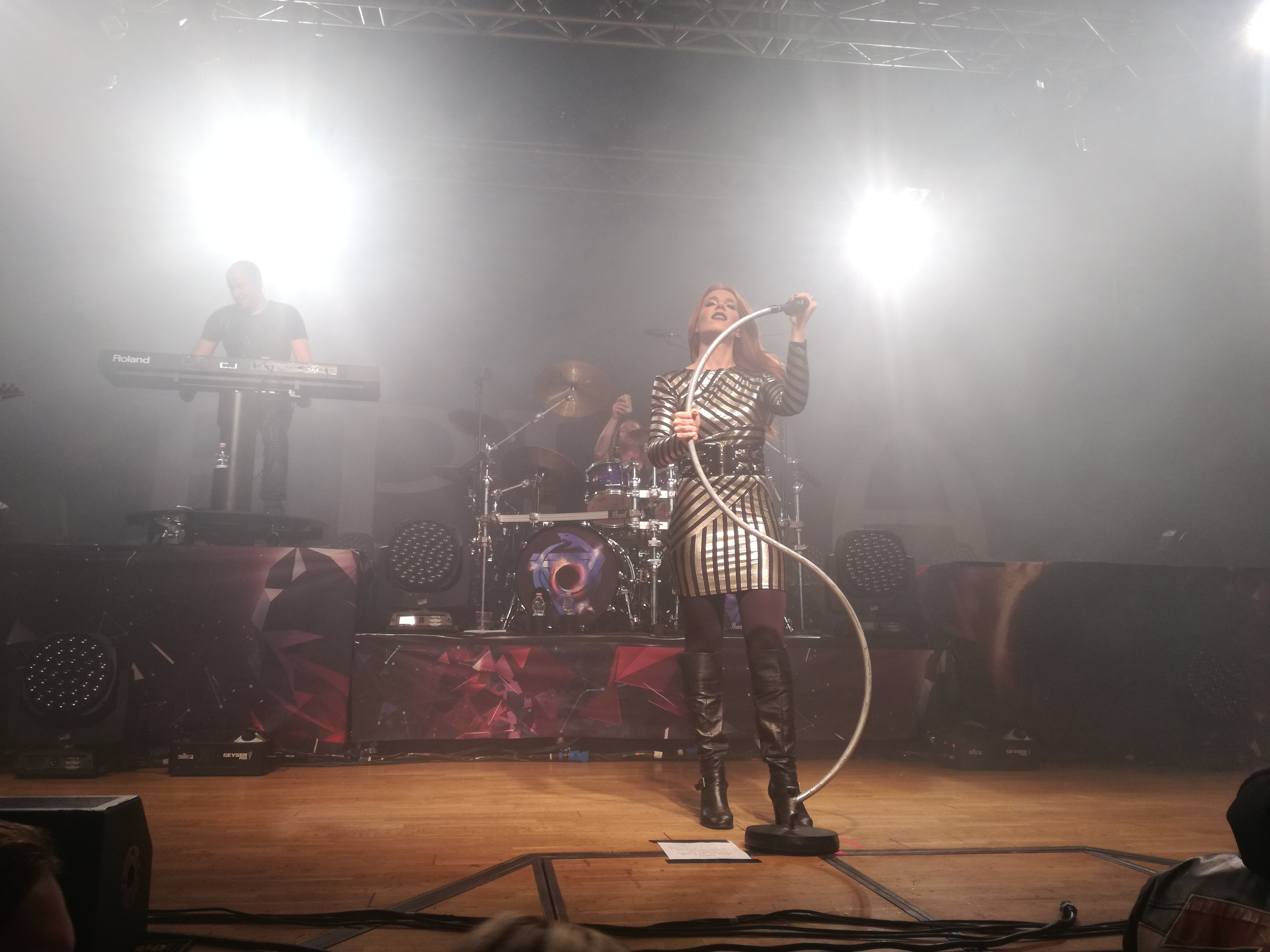
Il gruppo dal vivo al Live Club di Trezzo sull'Adda nel 2017

La fase di registrazione si è svolta tra il 9 gennaio e il 14 maggio 2016. Sono stati impiegati un coro e un'orchestra più ampi dei precedenti e, per la prima volta nella carriera degli Epica, è stata inclusa anche una sezione di ottoni reali; sono state inoltre usate delle chitarre etniche (tra cui mandolino, ukulele e balalaica) e delle percussioni reali (tra cui bongo, djembe, tom-tom, campane tubolari e gong). Dei venticinque brani composti, ne sono stati registrati diciotto, di cui solo dodici sono stati inseriti nella versione finale dell'album, intitolato The Holographic Principle.
Il 29 luglio è stato pubblicato il primo singolo estratto dall'album, Universal Death Squad, assieme al relativo lyric video, mentre l'8 settembre è stata la volta del video di Edge of the Blade, diretto da Jens De Vos.
Il 30 settembre 2016 gli Epica hanno pubblicato The Holographic Principle, presentandolo per la prima volta dal vivo il giorno seguente in occasione della seconda edizione olandese dell'Epic Metal Fest, che ha avuto luogo a Tilburg; al festival hanno preso parte anche i Katatonia, i Textures, i MaYaN, i Myrath, i Fleshgod Apocalypse, gli Stream of Passion, i The Agonist e due gruppi emergenti belgi. Alcune scene registrate durante l'evento sono state usate per il lyric video del brano Ascension (Dream State Armageddon), pubblicato il 18 novembre.
Il 15 ottobre, a San Paolo, ha avuto luogo l'edizione brasiliana dell'Epic Metal Fest, che ha visto la partecipazione dei Paradise Lost, degli Xandria, dei The Ocean e di due gruppi emergenti autoctoni.

La tematica principale di The Holographic Principle è stata descritta dal gruppo attraverso la seguente dichiarazione:
 Sono inoltre presenti testi riguardanti l'ossessione per la bellezza e la perfezione estetica, le implicazioni etiche nell'uso dei robot militari autonomi, i profughi di guerra e i rifugiati politici, il sopravvivere in una vita senza più l'innocenza della speranza nel lieto fine, le intromissioni militari delle potenze occidentali in Medio Oriente, i limiti gnoseologici umani e l'eutanasia.

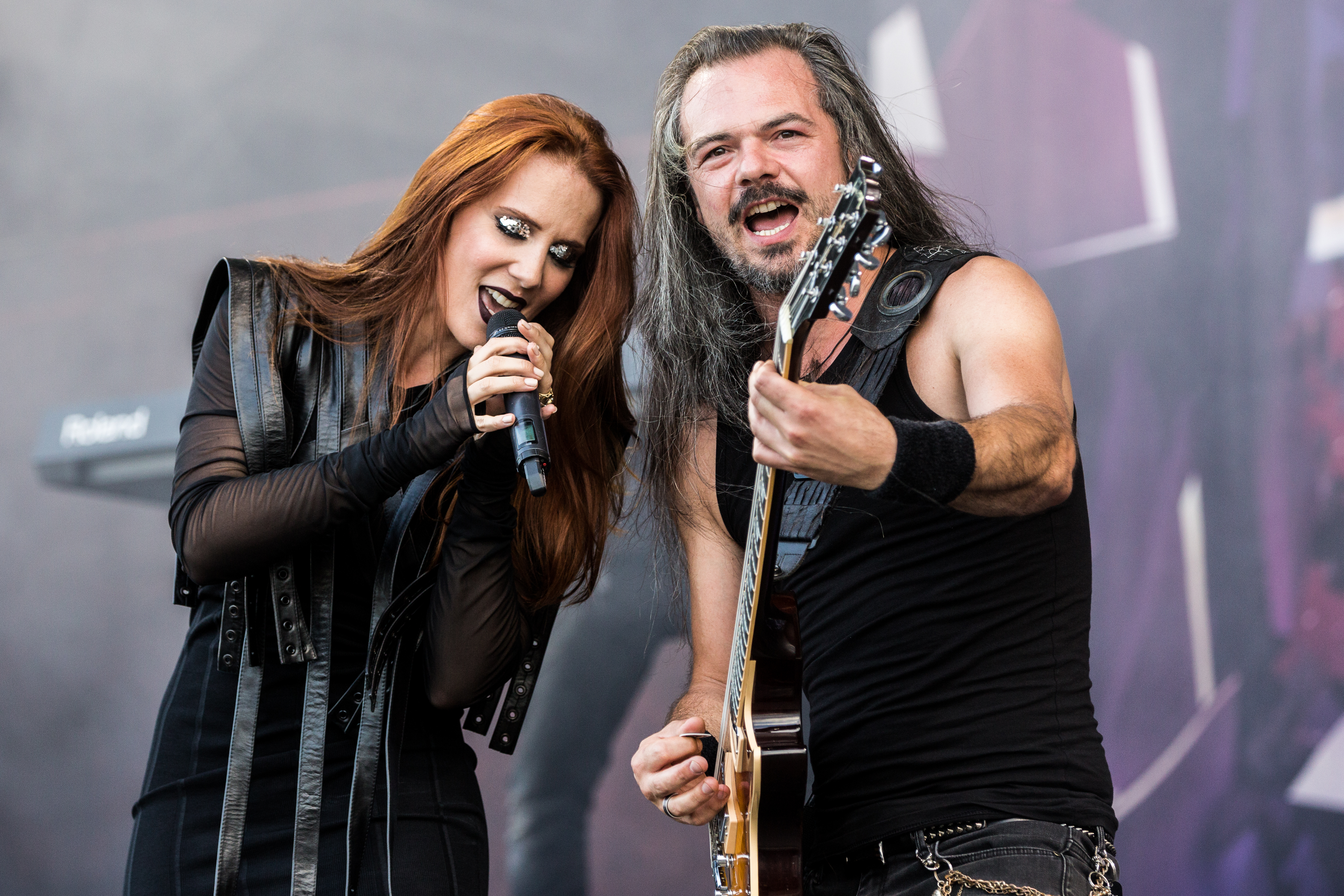
Simons e Dehelaye sul palco del Summer Breeze Open Air 2017

La critica specializzata ha accolto positivamente The Holographic Principle, applaudendo l'abilità tecnica ed espressiva del sestetto, la composizione profonda e stratificata, l'equilibrio tra i brani complessi e quelli diretti, la cura dei dettagli e la varietà delle influenze. Il sound risulta più sinfonico e corale rispetto agli album precedenti, ma al contempo le chitarre sono state messe più in evidenza sia in fase di scrittura dei brani sia in fase di post-produzione; ciò ha portato a una maggiore attenzione ai riff e a un aumento delle influenze death e thrash. Quest'ultimo genere si riscontra anche nell'uso della batteria, molto più varia e caratterizzata pure da momenti power metal. La critica ha inoltre riscontrato un aumento delle influenze progressive metal rispetto a The Quantum Enigma, con alcuni tempi dispari in levare e dei cambi di tempo e umore, nonché strutture un po' più varie. Sono presenti anche elementi etnici e folkloristici, passaggi ambient e dal sapore gothic metal. Le linee vocali sono sofisticate, ma permane la grande attenzione all'orecchiabilità delle melodie.

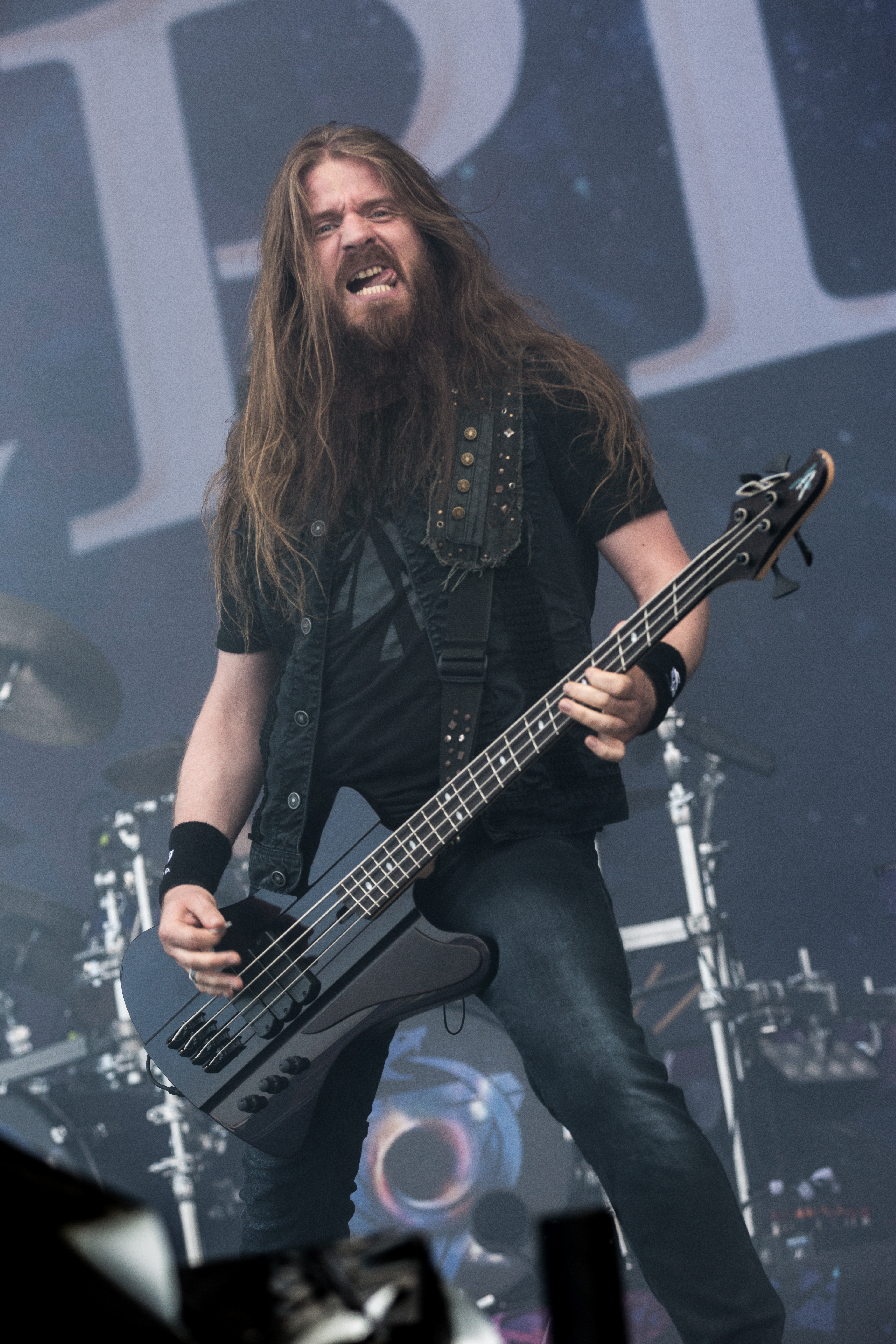
Van der Loo durante il Summer Breeze Open Air 2017

Tra novembre e dicembre, gli Epica hanno intrapreso un tour in Canada e negli Stati Uniti d'America, venendo supportati dai Fleshgod Apocalypse, dai The Agonist e dagli Arkona, questi ultimi in tre date sostituiti dagli Xandria. Tra gennaio e febbraio il tour mondiale degli Epica ha toccato anche l'Europa, supportato dai Powerwolf e dai Beyond the Black. Tra gennaio e febbraio 2017 il gruppo ha proseguito la promozione dell'album pubblicando altri due video, entrambi diretti da De Vos: quello di Beyond the Matrix (11 gennaio) e quello di A Phantasmic Parade (19 febbraio), il secondo dei quali mostra filmati realizzati durante alcune date del The European Principle Tour. Tra febbraio e marzo il sestetto si è esibito in Scandinavia e Russia, supportato dagli islandesi Skálmöld, mentre a inizio aprile il tour mondiale ha toccato anche il Giappone, Taiwan e la Corea del Sud. Il 3 maggio è stato pubblicato il video dal vivo di Dancing in a Hurricane, registrato durante un concerto a Parigi; nello stesso mese gli Epica si sono esibiti in America Centrale e del Sud, per poi far tappa a giugno in Israele.
Il 23 giugno gli Epica hanno pubblicato il video animato di The Solace System, singolo apripista dell'omonimo EP uscito il 1º settembre e contenente i sei brani esclusi da The Holographic Principle. Il 29 agosto la rivista statunitense Billboard ha presentato in anteprima il video di un secondo brano tratto dall'EP, Immortal Melancholy, mentre il 28 febbraio 2018 è stato pubblicato quello per Decoded Poetry, che conclude la storia narrata nei due precedenti.
Durante l'estate 2017 il gruppo si è esibito all'interno di vari festival, ritornando in tour negli Stati Uniti e in Canada tra agosto e settembre supportati dai Lacuna Coil, dagli Insomnium e dagli Elantris. A ottobre si è invece tenuto un mini-tour belga e olandese, con i MaYaN nel ruolo di gruppo di supporto, mentre tra novembre e dicembre si sono esibiti nuovamente nel resto dell'Europa insieme ai Vuur e ai Myrath.

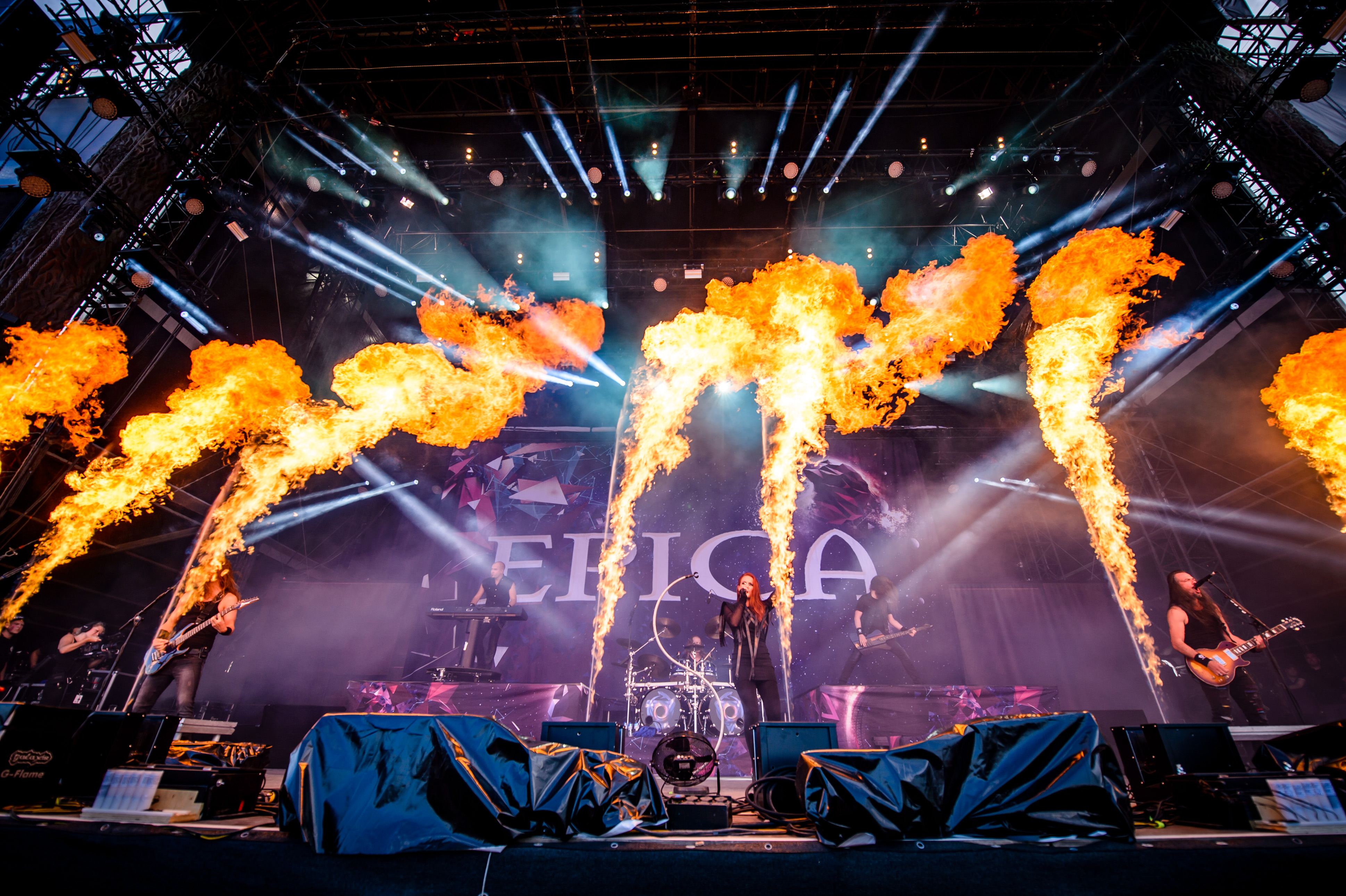
Gli Epica al Summer Breeze Festival 2017

Il 20 dicembre 2017 è stato pubblicato per il mercato giapponese Epica VS Attack on Titan Songs, contenente quattro reinterpretazioni di brani tratti dalla colonna sonora dell'anime L'attacco dei giganti e le rispettive versioni strumentali. La pubblicazione internazionale è avvenuta il 20 luglio 2018, anticipata il 25 maggio dal singolo Crimson Bow and Arrow e il 22 giugno da If Inside These Walls Was a House. Il giorno stesso della pubblicazione internazionale dell'EP, invece, è stata diffusa a scopo promozionale la traccia Dedicate Your Heart!. Essendo stati orientati dalla natura delle originali, le cover presenti nell'EP presentano un'attitudine molto più symphonic power rispetto al resto della discografia degli Epica, sebbene i critici specializzati abbiano rilevato comunque la presenza di passaggi progressive, melodic death e thrash/groove.
A gennaio 2018 la tournée degli Epica ha fatto tappa in Giappone e a marzo ha toccato l'America meridionale. Ad aprile si sono esibiti nel Regno Unito e in Irlanda, supportati da Myrkur e Oceans of Slumber. Questi sono stati, assieme ai Lacuna Coil, ai MaYaN e ai Nightmare, anche gli artisti di apertura per il millesimo concerto degli Epica, che si è tenuto il 14 aprile a Tilburg, nello stesso locale dove hanno esordito sedici anni prima. In questa occasione è stato suonato, tra gli altri, il brano Universal Love Squad, versione acustica di Universal Death Squad, il cui video ufficiale è stato pubblicato il 3 maggio e presenta scene tratte dal concerto; in esso sono inoltre presenti Marcela Bovio, che in quell'occasione aveva suonato il violino proprio su Universal Love Squad, e Cristina Scabbia, che aveva duettato con il gruppo in Storm the Sorrow. In estate la band ha partecipato ad alcuni festival, a seguito dei quali ha dichiarato di volersi prendere una pausa prima della composizione del prossimo album.
Il 13 luglio 2018 è stato pubblicato l'album The Sacrament of Sin dei Powerwolf, nel cui CD bonus è presente una reinterpretazione degli Epica di Sacred & Wild; il 23 luglio la Napalm Records ha pubblicato un lyric video ufficiale del brano. Sempre nel 2018, il 21 settembre, i MaYaN di Mark Jansen pubblicano il loro terzo album, Dhyana, contenente anche dai brani inizialmente scritti per gli Epica e segnando la prima collaborazione fra lo stesso Jansen e la The City of Prague Philharmonic Orchestra.
Il 27 ottobre gli Epica hanno pubblicato il singolo Beyond the Matrix - The Battle, rivisitazione di Beyond the Matrix, canzone tratta da The Holographic Principle, incisa assieme alla Metropole Orkest, vincitrice di due Grammy Award. Tale collaborazione è stata resa possibile grazie a un concorso indetto dalla stessa orchestra. Il secondo classificato, il compositore olandese Arjen Anthony Lucassen, è stato invitato a partecipare con un assolo di chitarra. Il singolo contiene due versioni del brano, una con e una senza le chitarre, ed entrambe fondono lo stile degli Epica con quello marcatamente jazz della Metropole Orkest. Per la versione metal è stato reso disponibile un lyric video, diffuso nello stesso giorno di pubblicazione del singolo.
In occasione del decimo anniversario della pubblicazione di Design Your Universe, il 4 ottobre 2019 gli Epica ne hanno pubblicato la Gold Edition, ossia una riedizione rimasterizzata e remissata da Joost van den Broek e che include anche un secondo CD contenente le versioni acustiche di cinque brani. La nuova edizione è stata promossa attraverso il lyric video di Kingdom of Heaven, pubblicato il 9 agosto, e il video della versione acustica di Martyr of the Free Word, pubblicato lo stesso giorno dell'album. Contestualmente, fra ottobre dello stesso anno e gennaio 2020 il gruppo ha tenuto una ristretta tournée celebrativa in Europa, Israele, Sud America e Nord America. Durante questi concerti è stato presentato anche un inedito medley fra Deconstruct e Semblance of Liberty. Erano stati programmati per settembre 2020 dei concerti ulteriori in Sud America, ma a causa della pandemia di COVID-19 sono stati posticipati al novembre 2022.
Il 9 dicembre 2019 è stato pubblicato The Essence of Epica, un libro celebrativo dei quindici anni di carriera contenente interviste, foto inedite e volantini.

### OmegaeThe Alchemy Project(2020-2024)

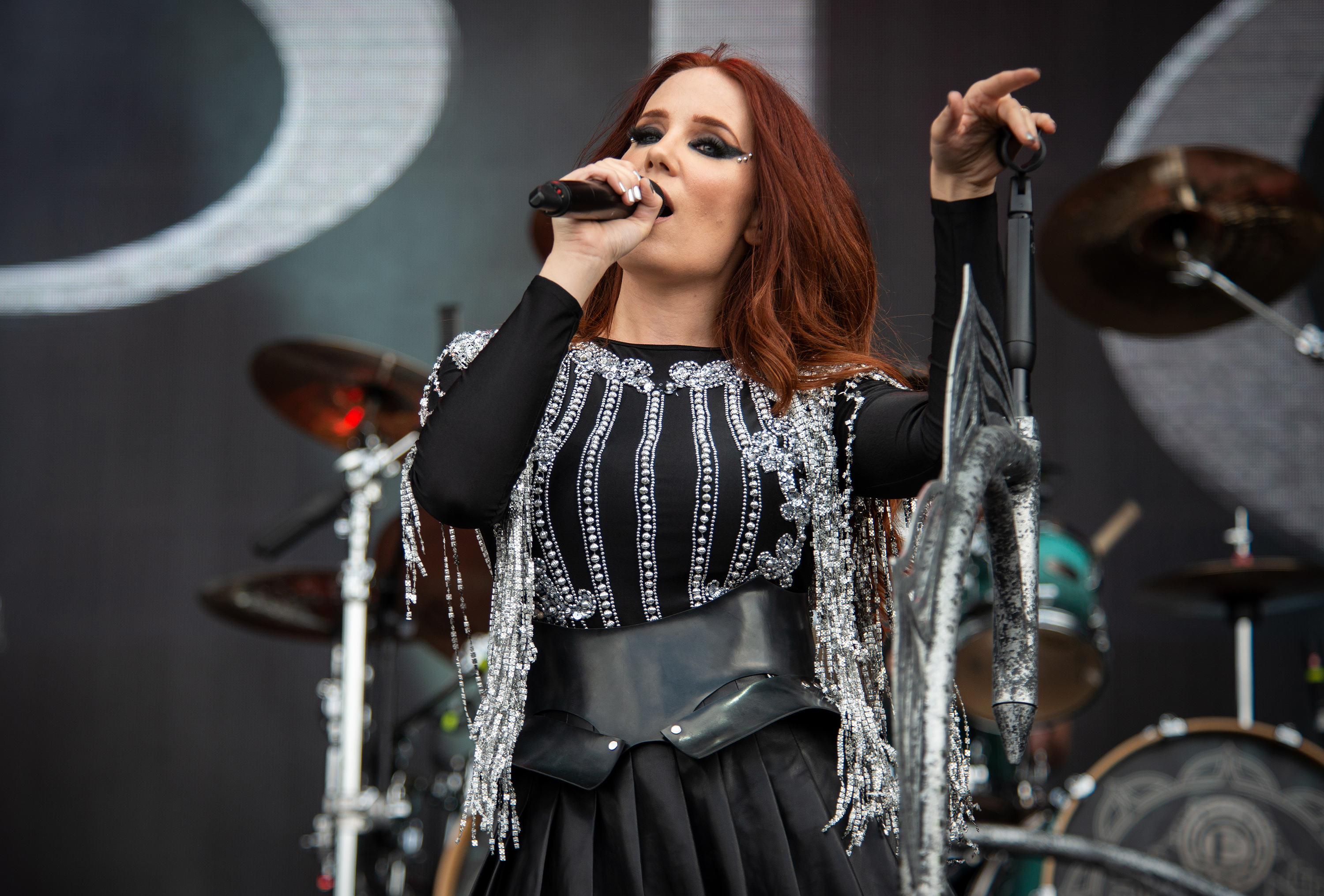
Simons dal vivo durante l'Hellfest 2022

Il 3 febbraio 2020 sono iniziate le registrazioni del nuovo album presso il Sandlane Recording Facilities di Rijen sotto la guida del produttore Joost van den Broek. Sono stati usati due cori, il PA'dam Chamber Choir già presente nei due album precedenti e un ulteriore coro composto da sessanta voci bianche; gli Epica hanno inoltre deciso di avvalersi della The City of Prague Philharmonic Orchestra e di usare vari strumenti etnici registrati in India. I controcanti sono stati invece eseguiti da Marcela Bovio e Linda Janssen. Nel brano Code of Life ha prestato la sua voce anche Zaher Zorgati dei Myrath, mentre Vicky Psarakis dei The Agonist e Paul Babikian hanno eseguito delle parti recitate rispettivamente in Twilight Reverie - The Hypnagogic State e in Abyss of Time - Countdown to Singularity. Nonostante i rallentamenti dovuti alle misure di contrasto alla pandemia di COVID-19 messe in atto negli stati europei, il 5 maggio gli Epica hanno annunciato su Instagram di aver terminato le registrazioni del nuovo album.
L'11 settembre 2020 è stata pubblicata la raccolta The Quantum Enigma B-Sides, che riunisce tutte le tracce bonus di The Quantum Enigma precedentemente divise in sei versioni diverse dell'album.
Il 9 ottobre gli Epica hanno pubblicato il singolo Abyss of Time - Countdown to Singularity, promosso anche dal relativo video girato in Polonia, ed annunciato l'ottavo album, Omega, previsto per il 26 febbraio 2021. Tra le varie versioni vi è un'edizione earbook contenente le versioni strumentali ed orchestrali del disco, oltre a quattro brani in versione acustica. Il 27 novembre gli Epica hanno pubblicato il secondo singolo Freedom - The Wolves Within, promosso con un video animato. Il 18 dicembre è uscito il video per Abyss O'Time, versione acustica di Abyss of Time - Countdown to Singularity, mentre il 22 gennaio 2021 è stata la volta del terzo singolo Rivers, per la quale è stato girato un video minimale. Il 15 febbraio è stato pubblicato il singolo Omegacoustic, versione acustica di Omega - Sovereign of the Sun Spheres, insieme al relativo video. Il 26 febbraio, parallelamente all'uscita del disco, è stato presentato il video di The Skeleton Key.
Il titolo di Omega, che in origine avrebbe dovuto essere The Omega Point, è stato motivato da Mark Jansen con la volontà di concludere la «trilogia metafisica» iniziata con The Quantum Enigma e proseguita con The Holographic Principle; fa inoltre riferimento alla teoria del Punto Omega di Pierre Teilhard de Chardin, secondo la quale l'universo tenderà ad aumentare la propria complessità fino a un punto critico oltre cui le coscienze si unificheranno e gli individui verranno assorbiti nell'Uno, ponendo fine al dualismo. Questo tema si lega profondamente a quello del rapporto fra Yin e Yang, luce e ombra, vita e morte; in ciò Jansen ha indicato come fonti d'ispirazione la tavola di smeraldo e la filosofia indiana. Sia lui sia, soprattutto, Simone Simons hanno interpretato i temi di fondo di Omega anche da un punto di vista introspettivo e psicologico, relativo agli equilibri nei rapporti con sé stessi, con gli altri e con la natura; esempi di questo approccio sono testi relativi alla ricerca dell'autocontrollo e dell'armonia interiore, al ruolo dei sogni come chiave per accedere agli aspetti più profondi di sé, alla crisi climatica, all'editing genomico sull'uomo e alla depressione. L'ottava traccia di Omega parla dell'aldilà e del rapporto fra scienza e spiritualità nel dar senso all'esistenza; si tratta della terza parte di Kingdom of Heaven, brano presente in Design Your Universe e la cui seconda parte dà il titolo a The Quantum Enigma.
Simons ha spiegato che per la composizione dei brani di Omega è stata tenuta molto in considerazione la capacità di essere coinvolgenti quando eseguiti dal vivo. Ad aver orientato la selezione e l'ordine dei brani è stata anche la volontà di rendere equilibrato l'album, giocando con i contrasti fra orecchiabilità e aggressività, fra semplicità e complessità. Interrogato sulla produzione di Omega, Jansen ha spiegato che il gruppo ha optato per un missaggio meno pieno, sovraccarico e "rumoroso" rispetto a quanto operato con il precedente The Holographic Principle, prediligendo piuttosto un approccio più dinamico. Dalla critica Omega è stato spesso definito come una sintesi fra le origini stilistiche degli Epica e le loro evoluzioni più recenti; conseguentemente il dibattito si è concentrato soprattutto su se e come gli elementi dei vari album siano stati usati in modo diverso e sull'eventuale presenza di ispirazioni nuove. In media, comunque, la critica specializzata ha accolto molto positivamente Omega, lodandone soprattutto la varietà stilistica presente fra i singoli brani e all'interno di essi, il dinamismo emotivo, il livello tecnico e la ricchezza strumentale. Sono state rilevate, a seconda del brano, forti influenze progressive, power, melodic death, thrash, black, groove, gothic e oriental folk ispirato alla musica araba e indiana.
Il 12 giugno 2021 è stato trasmesso in live streaming il concerto Omega Alive, che ha visto il gruppo eseguire i brani di Omega per la prima volta dal vivo insieme ad altri brani tratti dalla loro discografia. Il 3 dicembre il concerto è stato pubblicato come album dal vivo in vari formati fisici e digitali, anticipato tra settembre e novembre dai singoli Unchain Utopia, The Skeleton Key e Kingdom of Heaven Part 3 - The Antediluvian Universe; contemporaneamente alla pubblicazione dell'album è inoltre stato diffuso il video dell'esibizione di Victims of Contingency.

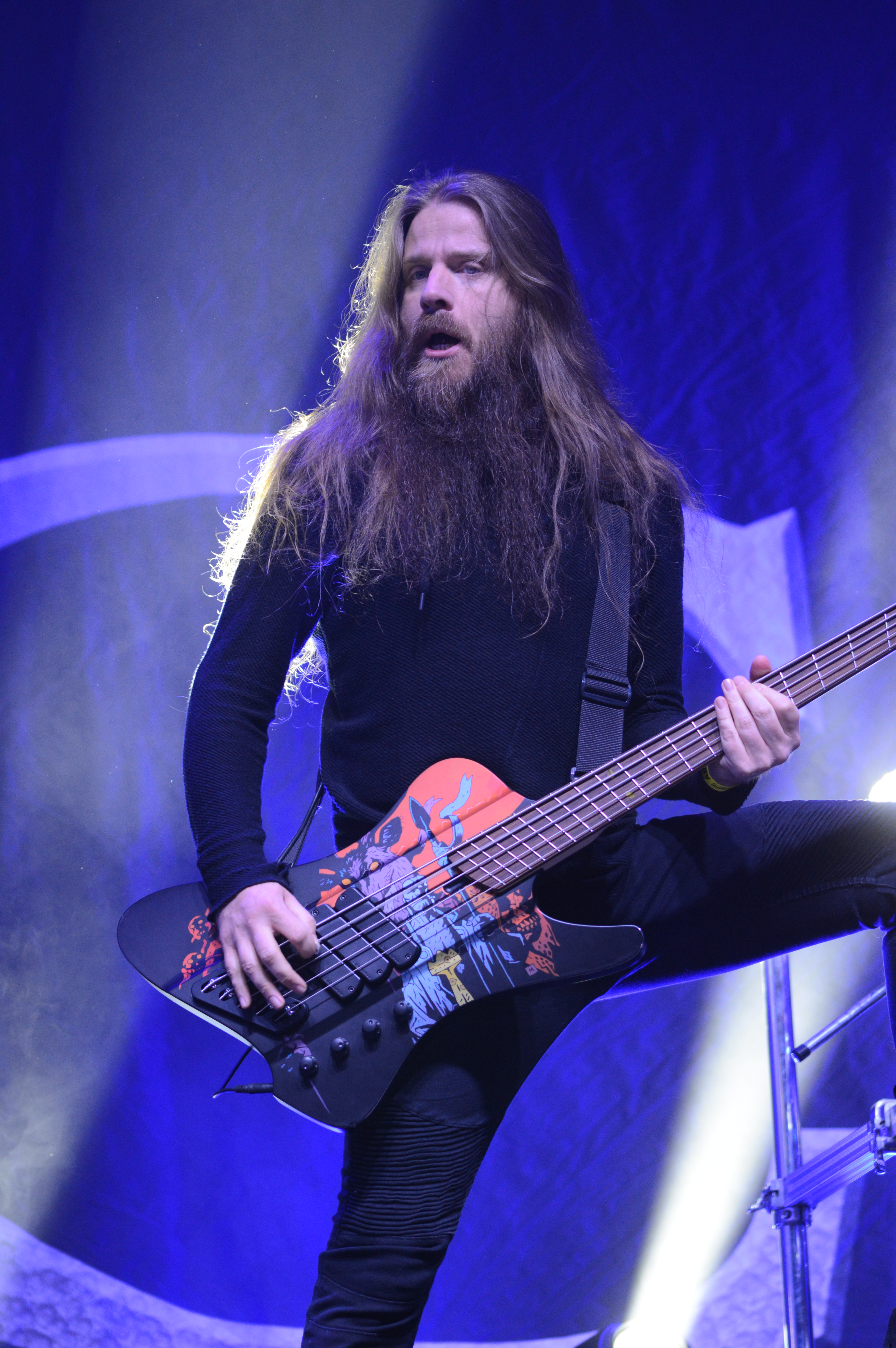
Van der Loo durante un concerto nel 2022

Il 12 gennaio 2022 gli Epica hanno annunciato la creazione del fanclub Epica Universe attraverso la piattaforma di crowdfunding Patreon. Nel maggio dello stesso anno la band ha tenuto una serie di concerti in Messico per promuovere Omega, mentre in estate si è esibita in vari festival.
Il 2 settembre è stata pubblicata la raccolta We Still Take You With Us - The Early Years al fine di celebrare i vent'anni del gruppo. Essa contiene i primi due album (The Phantom Agony e Consign to Oblivion), la colonna sonora The Score - An Epic Journey e l'album dal vivo We Will Take You with Us; le edizioni deluxe presentano come contenuto extra Live at Paradiso, che racchiude il concerto integrale registrato e filmato durante il 2006. Quest'ultimo è stato pubblicato anche singolarmente in vari formati video e audio.
La celebrazione del ventesimo anniversario della band si è conclusa il 3 settembre con un concerto speciale a Tilburg che è stato anche trasmesso in streaming; durante lo show la band ha presentato un inedito, The Final Lullaby, in collaborazione con Jørgen Munkeby degli Shining e successivamente pubblicato come singolo il 17 dello stesso mese. Esso ha inoltre anticipato il mini-album The Alchemy Project, uscito l'11 novembre per Atomic Fire Records e contenente sette inediti. In tale pubblicazione ogni brano è stato scritto e registrato assieme a vari ospiti (tredici in tutto) tra cui Björn Strid, Tommy Karevik, Phil Lanzon e i God Dethroned; l'obiettivo dichiarato è stato quello di fondere il sound degli Epica con quello degli altri artisti coinvolti, provando nuove soluzioni di volta in volta. Il 12 ottobre è stato pubblicato il secondo singolo The Great Tribulation, in collaborazione con i Fleshgod Apocalypse. Nel giorno di uscita del disco è stato inoltre diffuso il video del brano Sirens - Of Blood and Water, in collaborazione con Charlotte Wessels e Myrkur.
Fra settembre e ottobre il gruppo si è esibito in Nord America in apertura al The Tour to End All Tours dei Sabaton, mentre fra novembre e dicembre si è esibito come unico headliner in Sud America. Il 19 gennaio 2023 gli Epica hanno diffuso il video di un'esibizione dal vivo di Rivers tenutasi a Santiago del Cile.
Fra gennaio e marzo 2023 gli Epica hanno intrapreso un'estesa tournée europea da co-headliner insieme agli Apocalyptica, con i Wheel in apertura. Il 17 maggio, il 28 maggio e il 18 giugno il gruppo ha aperto le date dei Metallica rispettivamente allo Stade de France di Parigi, al Volksparkstadion di Amburgo e all'Ullevi di Göteborg, segnando i primi tre concerti in assoluto degli Epica negli stadi. Fra giugno e agosto si sono tenute esibizioni in alcuni festival e una in supporto agli Iron Maiden nel contesto del loro The Future Past Tour, mentre fra gennaio e febbraio 2024 si è tenuto un breve tour in America Latina. Durante gli ultimi concerti del 2023 Jansen, appena divenuto padre, è stato sostituito da Asim Searah.
Il 6 ottobre 2023 è uscito l'album dal vivo Live at the AFAS Live, contenente una selezione di sette brani eseguiti il 27 gennaio 2023 presso l'AFAS Live di Amsterdam. Al fine di anticiparne la pubblicazione, il gruppo ha reso disponibile quattro singoli con relativi video: Rivers (9 marzo) eseguita con gli Apocalyptica, Unleashed (6 giugno), Consign to Oblivion (27 luglio) e Beyond the Matrix (1º settembre). Di Code of Life è invece stato diffuso solo il video, contemporaneamente alla pubblicazione dell'album.
Il 23 agosto 2024 Simone Simons ha pubblicato per Nuclear Blast il suo primo album solista, intitolato Vermillion, che è stato co-scritto e prodotto da Arjen Anthony Lucassen e le cui sonorità sono state descritte dalla critica come una fusione di industrial metal e rock progressivo, pur con altre influenze fra cui anche di derivazione gothic.

### Aspiral(2024-presente)
Il 19 e il 20 settembre presso l'AFAS Live di Amsterdam e poi il 6 e il 7 dicembre presso presso, gli Epica hanno tenuto dei concerti speciali con orchestra e coro dal vivo denominati The Symphonic Synergy di cui uno, quello del 20 settembre, trasmesso in live streaming. Durante tali show sono stati presentati per la prima volta dal vivo i brani Arcana, Aspiral e The Ghost in Me (Danse Macabre); quest'ultimo, che è un rifacimento del poema sinfonico Danse Macabre di Camille Saint-Saëns, è stato concepito e adottato come colonna sonora ufficiale di una nuova attrazione del parco dei divertimenti Efteling. Il 5 novembre è stato quindi pubblicato il video ufficiale dell'esibizione dal vivo al The Symphonic Synergy di The Ghost in Me (Danse Macabre), seguito il 24 ottobre dal videoclip ufficiale del brano registrato in studio. Il 13 novembre è stato poi pubblicato digitalmente Arcana, con The Ghost in Me (Danse Macabre) come traccia bonus, assieme al relativo videoclip. Il singolo è stato ulteriormente promosso, il 22 novembre, con un video dell'esibizione dal vivo registrata durante lo show del 20 settembre, mentre il 6 e il 7 dicembre gli Epica hanno tenuto altri due spettacoli del The Symphonic Synergy, stavolta presso l'Auditorio Nacional di Città del Messico. Il 30 gennaio 2025 è stata la volta del singolo Cross the Divide, assieme al relativo videoclip; contestualmente gli Epica hanno annunciato il loro prossimo album, intitolato Aspiral, aprendo i preordini. Il 4 marzo la promozione è proseguita con la diffusione del video dell'esibizione di Sirens (Of Blood and Water) tratta dallo spettacolo The Symphonic Synergy, mentre il terzo singolo di Aspiral, T.I.M.E. (sigla che sta per Transformation, Integration, Metamorphosis, Evolution), è stato pubblicato il 12 marzo assieme al relativo videoclip, a cui il 26 dello stesso mese è seguito il video di un'esibizione a cappella col coro Hellscore. L'8 aprile è stato diffuso anche il video dell'esibizione di Aspiral tratta da The Symphonic Synergy, seguito il 16 da quello dell'esecuzione di Crimson Bow and Arrow, il 23 dal lyric video di Darkness Dies in Light e il 23 da quello dell'esibizione al The Symphonic Synergy di Tides of Time.
Aspiral, nono album degli Epica, è stato pubblicato l'11 aprile in vari formati fisici e digitali; lo stesso giorno è stato diffuso il videoclip di Fight to Survive. L'edizione digipak dell'album contiene anche il blu-ray Live at The Symphonic Synergy, mentre l'edizione earbook contiene anche la versione del concerto in due cd audio, oltre alla versione strumentale di Aspiral stesso. L'album trae il suo titolo da un'opera del 1965 dello scultore polacco Stanisław Szukalski che simboleggia il desiderio di rinnovamento e rinascita, cosa coerente anche con la simbologia del nove in numerologia e con quella della carta dell'Eremita, nono arcano maggiore dei tarocchi. Si tratta del primo album degli Epica senza un'intro orchestrale e con una ballad, posta in chiusura, a dargli il nome; inoltre segna il ritorno della saga-concept A New Age Dawns, presente in Consign to Oblivion e Design Your Universe (e, in relazione alla seconda e alla terza parte di Kingdom of Heaven, in The Quantum Enigma e Omega).
Per quanto riguarda le tematiche dell'album, i tre nuovi brani di A New Age Dawns parlano della necessità di superare un periodo di caos per evolversi spiritualmente e psicologicamente; tale evoluzione deve essere anche collettiva, perché solo capendo di essere tutti parte di una comunità possiamo agire per migliorare lo stato del mondo. Fra i temi trattati negli altri brani vi sono la necessità di coltivare quotidianamente le proprie abilità senza pretendere "tutto e subito" per poi arrendersi alla prima difficoltà, l'Effetto della veduta d'insieme provato dagli astronauti nello spazio e come questo possa rendere ancora più chiara la necessità di proteggere il fragile pianeta Terra, la morte sia in senso fisico sia in quanto "Morte dell'Ego" e una storia di fantasmi tradizionale ambientata nel Castello di Hoensbroek. Per quanto riguarda invece il sound dell'album, come tutti i precedenti ha un nucleo solidamente symphonic metal a cui si uniscono influenze musicali più o meno evidenti e diverse di brano in brano, ad esempio thrash e technical thrash, power, death e melodic death, gothic o, meno spesso, black, groove, doom o folk. Se questi riferimenti non sono nuovi per gli Epica, è invece una novità l'introduzione, in alcuni brani, di passaggi industrial. Inoltre, l'approccio della band è stato definito dalla critica come più moderno del solito, anche per via del ricorso, in alcuni brani, a discreti elementi di musica elettronica, a passaggi ispirati dall'alternative rock, a chitarre e basso di gusto djent e a breakdown deathcore o metalcore. Rispetto agli album precedenti si può notare anche un aumento degli elementi pop concretizzato attraverso la grande attenzione all'orecchiabilità e all'attualità di varie melodie vocali, la riduzione dei passaggi cantanti da Mark Jansen con voce gutturale, un generale minore massimalismo negli arrangiamenti, e il ricorso frequente a forme e strutture musicali semplici e lineari associate a durate contenute. Ciò nonostante, nei tre nuovi brani della saga-concept A New Age Dawns permane la tendenza a ricercare la complessità e la mutevolezza ritmica, umorale, stilistica e strutturale in genere, rendendo quindi molto evidente la presenza di passaggi progressive. Momenti piuttosto tecnici sono comunque presenti anche in altri brani, che però non hanno strutture varie e complesse come quelle dei tre della saga-concept. Inoltre, come per Omega, anche per registrare Aspiral gli Epica hanno collaborato con la The City of Prague Philarmonic Orchestra, con un coro lirico e con uno di bambini, mentre le chitarre, il basso e la batteria sono stati registrati simultaneamente, come per The Alchemy Project, così da così da ottenere un risultato volutamente più ruvido e vicino all'esperienza dell'esecuzione dal vivo.
In generale, l'approccio diretto e accessibile di varie canzoni e la volontà della band di reinventarsi, seppur parzialmente, sfruttando qualche stilema moderno hanno spiazzato molti: per alcuni Aspiral è un album fresco che sonda con efficacia nuovi approcci musicali, per altri la semplificazione strutturale della proposta ha talvolta portato a esiti poco ambiziosi se non commerciali (pur con l'eccezione dei tre nuovi brani di A New Age Dawns), per altri ancora invece le novità moderniste introdotte non sono abbastanza nette rispetto alla volontà di rinnovamento posta a premessa dell'album. La qualità delle composizioni è stata comunque per lo più apprezzata, lodandone la capacità di essere stilisticamente molto variegate senza per questo risultare disomogenee o forzate, l'efficacia di certe melodie vocali, l'ispirazione e il valore tecnico di alcuni riff di chitarra e di alcuni assoli, la potenza emotiva di certi passaggi orchestrali e vocali, gli arrangiamenti equilibrati e la capacità di dare un respiro moderno al symphonic metal pur senza dimenticare le radici della band. Hanno ricevuto svariate lodi anche la performance vocale di Simons e la qualità cristallina e bilanciata della produzione e della post-produzione. Nonostante tutto ciò, e i voti generalmente alti o altissimi delle recensioni, la maggioranza dei critici concorda nel non ritenere Aspiral allo stesso livello di album quali Design Your Universe, The Quantum Enigma e The Holographic Principle.
Il tour promozionale per Aspiral inizierà a maggio con tre spettacoli esclusivi negli Stati Uniti, per poi spostarsi in Messico per nove date. Fra giugno e luglio gli Epica apriranno due date in arene europee per i Powerwolf e in generale durante l'estate si esibiranno in vari festival, per poi riprendere il tour da headliner a settembre con tredici date in Sud America, quasi tutte aperte dai Fleshgod Apocalypse. Fra gennaio e marzo 2026 gli Epica terranno poi un tour europeo di ventisei date da co-headliner con gli Amaranthe, e con Charlotte Wessels in apertura, che ne includerà una nella prestigiosa arena Ziggo Dome di Amsterdam.

## Stile musicale

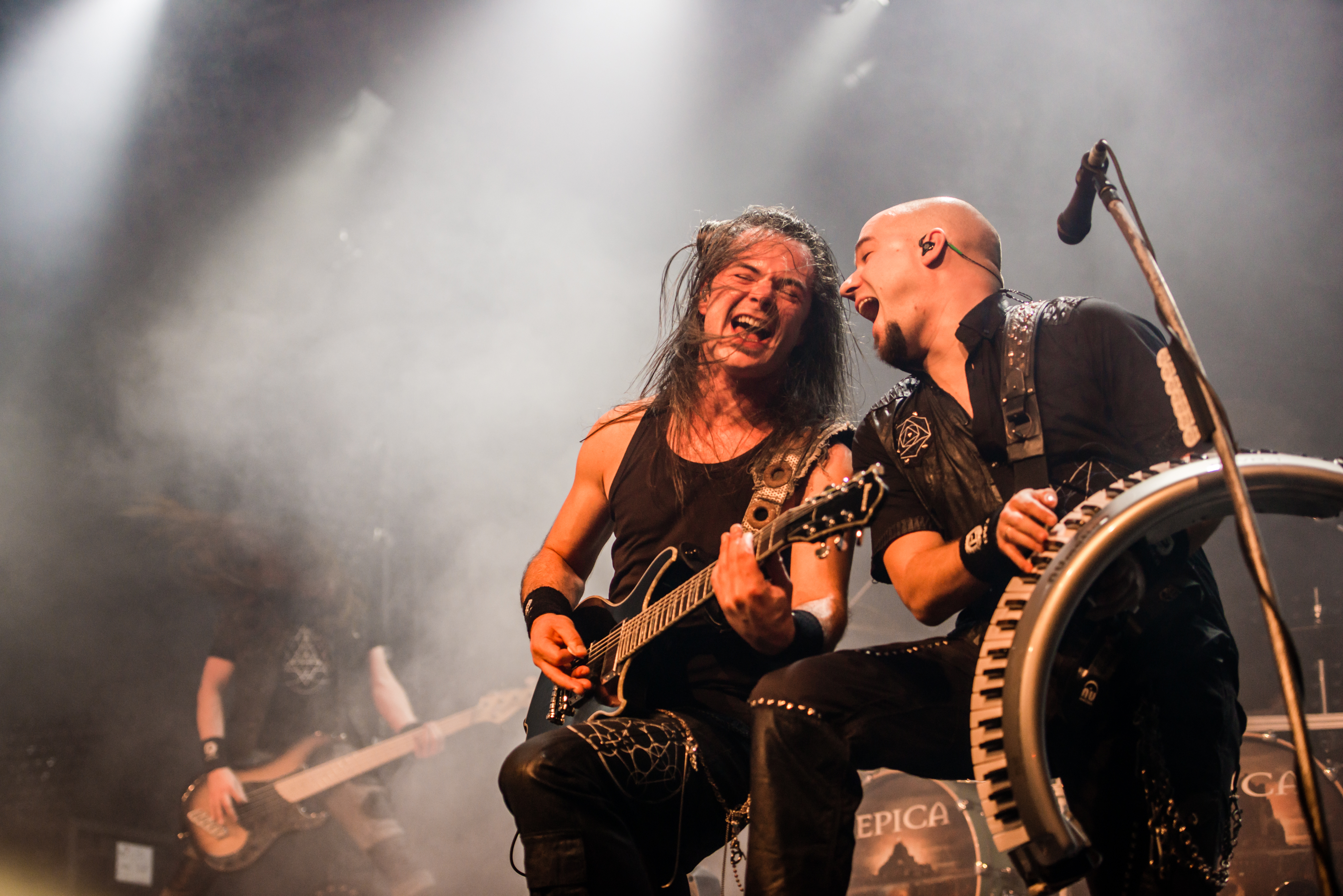
Delahaye e Janssen

Lo stile degli Epica ha sempre previsto cori maestosi, orchestrazioni da colonna sonora e il contrasto tra la voce gutturale di Mark Jansen e quella melodica femminile di Simone Simons, in grado di sfruttare sia il registro lirico sia quello moderno pop-rock. A questi elementi inizialmente si univano delle sonorità chiaramente gothic metal, ridotte tuttavia nel corso degli anni. Le strutture si sono quindi fatte più varie, alternando brani articolati e imprevedibili con altri più lineari e semplici. A partire dal quarto album, i riff di chitarra sono stati posizionati sempre di più in primo piano e sono diventati più aggressivi, sfruttando spesso stampi death, thrash metal e, dal nono album e più di rado, deathcore, metalcore e djent. Coerentemente, le parti di batteria presentano ispirazioni death e black, caratterizzate da un uso massiccio del blast beat e del doppio pedale, senza però rinunciare a frequenti incursioni nel power, nel thrash e, meno spesso, nel progressive. Per quanto riguarda le parti di tastiera, in esse sono riscontrabili influenze gothic, symphonic black, progressive e, di rado, elettroniche e industrial. Tipici delle sonorità degli Epica sono anche i richiami alla musica araba e mediorientale, dichiarati fin dalla scelta del nome iniziale del gruppo, Sahara Dust; talvolta, sono state integrate anche ispirazioni cinesi, indiane e celtiche. Più in generale, nel corso degli anni il sound della band si è evoluto, mostrando molteplici sfaccettature.
Per quanto riguarda le linee vocali, l'approccio più classico e operistico degli esordi è stato col tempo tramutato in uno più dinamico, in grado di sfruttare anche melodie pop. Da sempre presenti sono invece le parti narrate, campionate o eseguite.
La cantante Simone Simons descrive gli Epica semplicemente come symphonic metal oppure come metal melodico influenzato dalla musica delle colonne sonore, dal death e dal progressive.

### Testi e argomenti trattati
I testi degli Epica solitamente sono scritti da Simons e Jansen e, con l'eccezione di alcune introduzioni in lingua latina agli album, sono in lingua inglese; in vari brani sono però presenti alcune frasi frasi in lingua latina e, molto raramente, araba. Sempre molto raramente i titoli contengono citazioni di concetti espressi in tibetano, in sanscrito, in ebraico o in maya.
I temi da loro trattati traggono spesso ispirazione da riflessioni di natura filosofica, psicologica, religiosa e spirituale, mistica, sociologica, politica, scientifica, tecnologica, etica e morale, ambientalista, escatologica o legata a fatti di cronaca, ma vi sono anche brani introspettivi e derivati da esperienze personali dei due parolieri.

## Formazione
Attuale

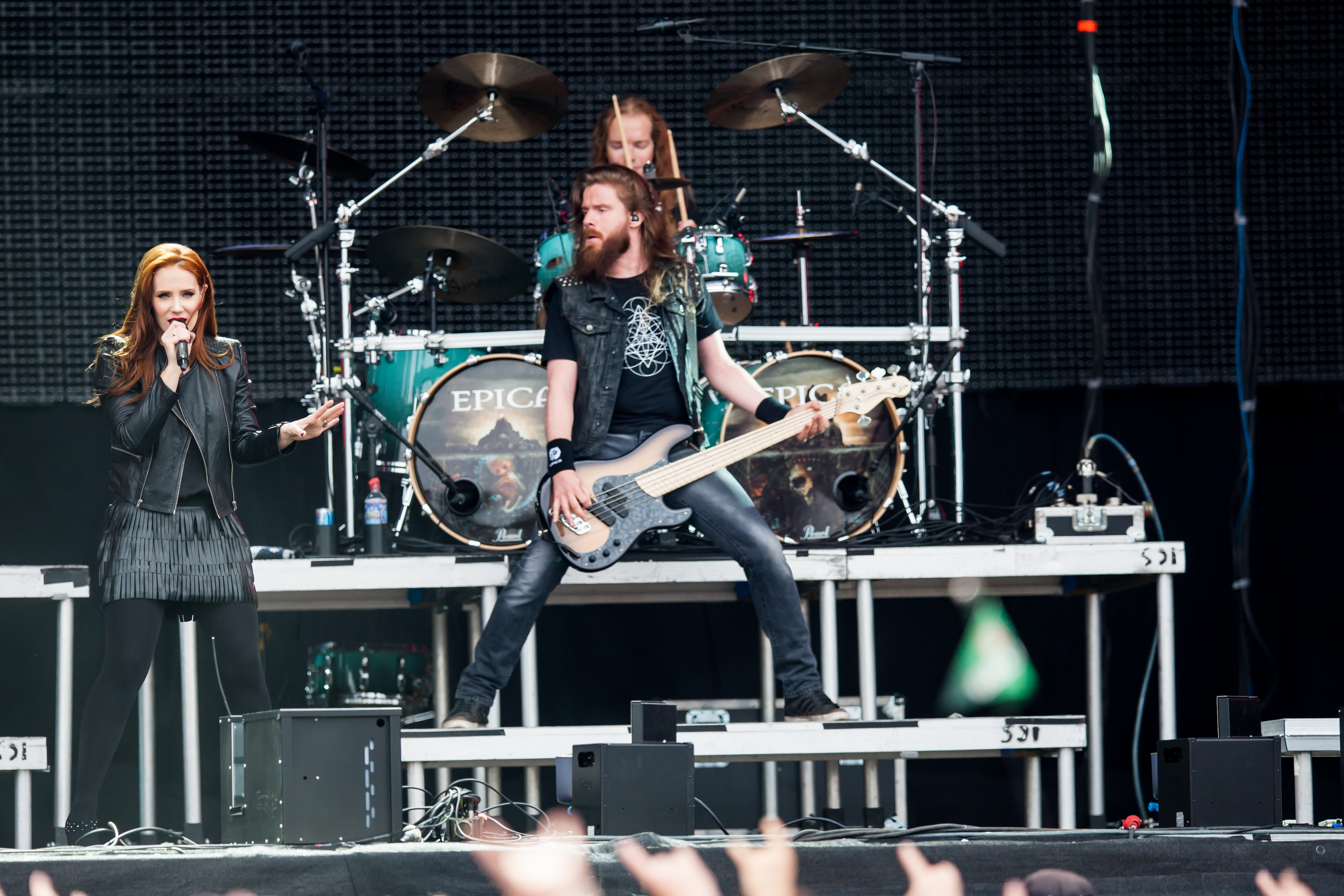
Simons, van der Loo e van Weesenbeek sul palco del Wacken Open Air 2015

- Simone Simons – voce (2003-presente)
- Mark Jansen – chitarra ritmica, voce death (2002-presente)
- Isaac Delahaye – chitarra solista, cori (2009-presente)
- Rob van der Loo – basso (2012-presente)
- Coen Janssen – tastiera (2002-presente)
- Ariën van Weesenbeek – batteria, voce death (2007-presente)

Ex-componenti
- Helena Iren Michaelsen – voce (2002)
- Iwan Hendrikx – batteria (2002)
- Jeroen Simons – batteria (2003-2006)
- Ad Sluijter – chitarra (2002-2008)
- Yves Huts – basso (2002-2012)

Turnisti
- Amanda Somerville – voce (tour nordamericano del 2008 - in sostituzione di Simons, malata di MRSA)
- Oliver Palotai – tastiera (tour nordamericano del 2010 - in sostituzione di Janssen, assente per convolare a nozze)[260]
- Ruben Wijga – tastiera (prima parte del tour europeo del 2015 - in sostituzione di Janssen, assente per problemi familiari)[100]
- Asim Searah – chitarra ritmica e voce death (concerti dell'ultimo trimestre del 2023 - in sostituzione di Jansen, assente per l'imminente paternità)[217]

## Discografia

### Album in studio
- 2003 – The Phantom Agony
- 2005 – Consign to Oblivion
- 2007 – The Divine Conspiracy
- 2009 – Design Your Universe
- 2012 – Requiem for the Indifferent
- 2014 – The Quantum Enigma
- 2016 – The Holographic Principle
- 2021 – Omega
- 2025 – Aspiral

### Album dal vivo
- 2004 – We Will Take You with Us
- 2009 – The Classical Conspiracy - Live in Miskolc, Hungary
- 2013 – Retrospect - 10th Anniversary
- 2021 – Omega Alive
- 2022 – Live at Paradiso
- 2023 – Live at the AFAS Live

### Raccolte
- 2006 – The Road to Paradiso
- 2013 – Best Of
- 2020 – The Quantum Enigma B-Sides
- 2022 – We Still Take You With Us - The Early Years

## Tournée

### Headliner
- 2002/04 – The Phantom Agony Tour
- 2005/06 – Consign to Oblivion Tour
- 2007/08 – The Divine Conspiracy Tour
- 2009/11 – Design Your Universe World Tour
- 2012/13 – Requiem for the Indifferent World Tour
- 2014/16 – The Quantum Enigma World Tour
- 2016/17 – The Holographic Principle World Tour
- 2017/18 – The Ultimate Principle World Tour
- 2019/20 – Design Your Universe - 10th Anniversary Tour
- 2022 – Omega Latin America Tour, Part 1
- 2023 – The Epic Apocalypse Tour (con gli Apocalyptica)
- 2024 – Omega Latin America Tour, Part 2
- 2024 – The Symphonic Synergy

### Altro
- 2022 – The Tour to End All Tours (in apertura ai Sabaton nelle date nordamericane)
- 2023 – M72 World Tour (in apertura ai Metallica per tre date europee)